# Amy Winehouse
Amy Jade Winehouse (Enfield, 14 de setembro de 1983 – Camden Town, 23 de julho de 2011) foi uma cantora, compositora e musicista britânica. Conhecida por seu poderoso e profundo contralto vocal e por sua mistura eclética de gêneros musicais, incluindo soul, jazz, R&B e ritmos caribenhos, como o ska. Oriunda de uma família com forte tradição musical ligada ao jazz, Winehouse ingressou na carreira artística ainda na adolescência, apresentando-se em pequenos clubes do gênero em Londres.
A sua estreia no cenário musical britânico ocorreu em 2003, com o álbum Frank, que, embora elogiado pelos críticos musicais, não obteve, inicialmente, boas vendagens. Apenas em 2006, com o lançamento do seu segundo álbum de estúdio, Back to Black, Amy Winehouse ganhou proeminência como uma artista. Back to Black obteve a aclamação dos críticos e, impulsionado pelo êxito de "Rehab", a canção-assinatura de Winehouse, atingiu recordes de vendas em territórios britânico e americano. O disco foi o mais vendido do mundo em 2007, com seis milhões de cópias comercializadas, e, ao vencer cinco troféus durante a 50.ª edição dos Grammy Awards, em 2008, consagrou a cantora como, até então, a britânica mais premiada em apenas uma edição da supracitada premiação. A intérprete trabalhava em seu aguardado terceiro disco de estúdio desde 2008. porém em 2009, suas ideias iniciais foram rejeitadas pela gravadora. entre 2009 e 2010, Amy reescreveu as músicas e em Setembro de 2011 ia gravá-las, porém, faleceu antes de concluir o álbum.
Considerada a precursora da Nova Invasão Britânica, Amy Winehouse é referida pelos especialistas como a responsável por desencadear a revolução a que se assistiu na música soul dos anos 2000. A cantora apareceu por dois anos consecutivos, 2006 e 2007, na "Lista dos Mais Populares" da NME, foi eleita a "heroína suprema" dos britânicos pela Sky News, em 2008, com base em uma pesquisa realizada entre pessoas com menos de 25 anos, e, no mesmo ano, foi incluída na lista "Personalidades Mais Influentes da Música", do periódico The Evening Standard. Em 2009, ocupou a primeira posição entre as cantoras internacionais que mais venderam em território brasileiro no ano anterior, segundo a revista Veja, com mais de 500 mil álbuns comercializados, tornando-se um dos recordistas de vendas no país. Apesar de sua curta discografia, Winehouse vendeu mais de 40 milhões de álbuns e singles em todo o mundo. O visual característico da artista, composto por um alto penteado em forma de colmeia e forte sombra negra para olhos, transformou-a em um ícone fashion reconhecido por influentes marcas de moda.
No entanto, apesar de sua carreira extremamente bem-sucedida, tendo vendido mais de 40 milhões de discos no mundo sua vida profissional foi profundamente abalada por seus difíceis problemas pessoais, entre eles seu conturbado relacionamento com seu ex-marido, o ex-assistente de vídeo Blake Fielder-Civil, aliado ao seu vício em cigarros, álcool, anfetaminas, cocaína, cannabis, ecstasy, LSD, heroína e crack, aonde parte dessas substâncias foram apresentadas a Amy por seu ex-marido, também dependente químico e sua luta pública contra a depressão, ansiedade e a anorexia alcoólica, tornaram-se assuntos recorrentes nos tabloides mundiais, e culminaram em seu afastamento da indústria fonográfica em 2008, para tratamento psicoterápico e psiquiátrico, passando a tomar antidepressivos e ansiolíticos. A cantora realizou uma turnê no Brasil como retorno aos palcos, porém fez uma tentava fracassada de fazer uma turnê na Europa em 2011, ano em que foi encontrada morta, em sua própria residência, em Londres, no dia 23 de julho, aos 27 anos, devido a uma intoxicação alcoólica, após um período de abstinência. À época da sua morte, estava tomando um medicamento sedativo, chamado Librium, para livrar seu organismo do vício em álcool. Após o falecimento da cantora, Back to Black tornou-se o disco mais vendido do século XXI no Reino Unido. Posteriormente, foi lançada a compilação Lioness: Hidden Treasures, que dividiu os críticos musicais e registrou boas vendagens. Em 2012, a cantora entrou para a lista "100 Grandes Mulheres na Música", do VH1, na 26.ª colocação. Os filmes Amy e Back to Black retratam a trajetória de Winehouse.

## Biografia e carreira

### Os primeiros anos

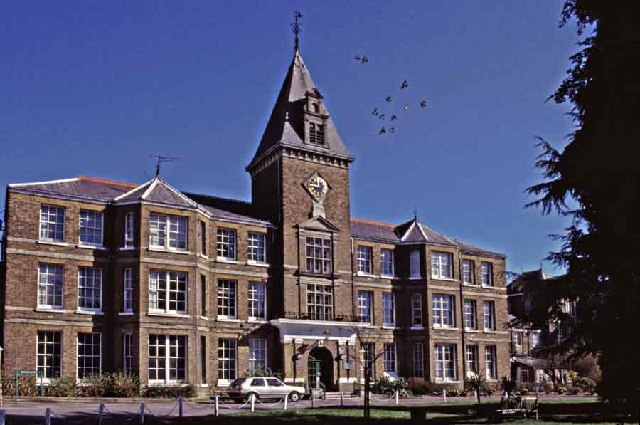
Chase Farm Hospital, onde Amy Winehouse nasceu

Amy Winehouse nasceu no Chase Farm Hospital, em Enfield, ao norte de Londres, em 14 de setembro de 1983. O seu pai, Mitchell Winehouse, trabalhava como instalador de painéis e, posteriormente, tornou-se motorista de táxi e cantor amador; a sua mãe, Janis, era farmacêutica. Descendente de judeus, ela tinha um irmão mais velho, Alex Winehouse, nascido em 1980. A jovem iniciou os estudos primários aos cinco anos, na Osidge Primary School, na qual o seu irmão também estudava. Lá, foi matriculada em aulas de ballet e conheceu aquelas que se tornariam suas grandes amigas, Juliette Ashby e Lauren Gilbert. Aos domingos, estudava os princípios fundamentais do judaísmo e, apesar de não se ter tornado uma pessoa fortemente religiosa, sentia-se parte da comunidade judaica. Janis descreveu-a como uma criança com forte personalidade, bastante ativa e curiosa, porém tímida. Desde os primeiros anos de Winehouse, a música fez parte do seu cotidiano, especialmente o jazz, visto que muitos de seus tios eram músicos profissionais do gênero, assim como a sua avó paterna, Cynthia, que mantinha um relacionamento com o saxofonista e proprietário de um clube de jazz Ronnie Scott. Além disso, Mitch cantava para ela obras de veteranos do gênero como Frank Sinatra e Ella Fitzgerald, o que acentuou a sua paixão pela música. Os seus professores chegaram a reclamar da garota, que não parava de cantar mesmo durante as aulas.
Apesar do aparente ambiente harmonioso de seu lar, Winehouse passou boa parte de sua infância e adolescência presenciando a infidelidade conjugal do seu pai. Numa entrevista concedida à BBC, Mitch revelou que, em 1983, iniciou um caso amoroso com uma colega de trabalho chamada Jane, que se tornou sua esposa em 1996. A relação era do conhecimento da família em geral, até das crianças, as quais se referiam a Jane como "a mulher do papai no trabalho". Embora apenas se tenha separado de Janis quando Winehouse completou nove anos, Mitch sempre foi ausente. O divórcio foi concretizado em 1992 e, depois disso, Winehouse e o seu irmão ficaram sob a custódia da mãe e cresceram em Southgate. Durante esse período, a sua avó materna costumava cuidar das crianças enquanto Janis trabalhava. Os seus pais acreditam que a separação afetou-a emocionalmente e culminou em sua posterior rebeldia.
Aos nove anos, Winehouse foi incentivada por Cynthia a matricular-se em uma escola de artes particular, para promover a sua educação vocal. A garota foi, então, matriculada na Susi Earnshaw Theatre School, a qual frequentou durante quatro anos. As suas qualificações artísticas se revelaram aos dez anos, quando ela fundou com Juliette uma banda de rap amadora chamada Sweet 'n' Sour e, pouco depois, começou a tocar a guitarra de seu irmão antes de adquirir uma para si. Em 1996, ela organizou a própria audição para o colégio Sylvia Young Theatre School, na qual apresentou uma versão de "On the Sunny Side of the Street", canção de 1930, interpretada por Harry Richman e Gertrude Lawrence em um musical da Broadway. Impressionados com as habilidades vocais de Winehouse, os avaliadores rapidamente lhe concederam uma bolsa de estudos. Nesta escola, ela conheceu Tyler James — que futuramente a ajudaria a conseguir o seu primeiro contrato com uma gravadora —, teve aulas de atuação, dança e canto, nas quais obteve resultados positivos, porém, não se interessava pelas aulas acadêmicas, exibindo, muitas vezes, mau comportamento e, como consequência, foi expulsa após um ano por indisciplina. Então, ela foi matriculada na escola Brit Performing Arts and Technology School, aos catorze anos, mesma idade em que começou a consumir substâncias psicoativas. Aos quinze anos, compôs as suas primeiras canções e começou a se apresentar em pequenos clubes de jazz em Londres. Com a mesma idade, tornou-se bulímica e, inclusive, teria revelado aos seus pais que costumava induzir vômito em si após períodos de compulsão alimentar, mas eles não se preocuparam, pois imaginavam ser uma fase passageira.
Para ajudar a sua família financeiramente, Winehouse trabalhou como jornalista para a World Entertainment News Network, agência de notícias localizada em Londres, fundada por Jonathan Ashby, pai de Juliette, e começou a apresentar-se com um pequeno grupo musical, o Bolsha Band. A jovem também trabalhou em um estúdio de piercings e tatuagens e em uma loja de confecções. Apesar de ter sido expulsa da Sylvia Young Theatre School em 1997, a diretora da instituição, Sylvia Young, entrou em contato com Bill Ashton, o fundador, diretor musical e presidente vitalício de uma banda chamada National Youth Jazz Orchestra, em 1999, a fim de organizar um teste vocacional para que Winehouse ingressasse no grupo. Após apresentar algumas canções, ela foi admitida como vocalista e passou a realizar frequentes apresentações com a banda.

### A trajetória à indústria fonográfica
É curioso perceber os passos de ligação de Amy Winehouse à indústria. O seu primeiro contrato foi de agenciamento e management, ou seja, foi o seu talento de palco que primeiro lhe permitiu entrar no mundo do espetáculo. A Brilliant! levou-a depois a assinar um contrato de publishing com a EMI, levando assim a que a sua segunda ligação à indústria acontecesse como compositora. Os discos seriam a última parte desta equação, o que revela que Amy, de fato, era tudo menos o típico rostinho bonito que primeiro é recrutado pela editora e depois aprende a cantar, se tiver sorte.— Rui Miguel Abreu, da revista Blitz, a comentar sobre a trajetória de Winehouse à indústria musical.
Enquanto ainda se apresentava com a National Youth Jazz Orchestra, Winehouse foi incentivada a realizar uma gravação musical demonstrativa por Tyler James, que pretendia enviá-la aos seus empresários musicais. James havia assistido a uma de suas apresentações com o grupo e, imediatamente, entrou em contato com Nick Shymansky, funcionário de uma agência de relações públicas chamada Brilliant!, com a qual acabara de assinar um contrato. Amy Winehouse forneceu-lhe um CD cuja gravação foi realizada com o auxílio de uma de suas professoras da Sylvia Young Theatre School e Tyler entregou-o a Shymansky, que rapidamente entrou em contato com a cantora para encontrá-la e presenciar um de seus concertos.
Após vê-la atuar, Nick apresentou-a a seu chefe na Brilliant!, Nick Godwyn, que assinou com ela um contrato de representação artística. A Brilliant!, no entanto, encerraria as suas atividades pouco tempo depois, mas parte da empresa, em que estavam incluídos Winehouse, Godwyn e Shymansky, foi adquirida pela 19 Entertainment, propriedade de Simon Fuller. A cantora, então, firmou um contrato de representação artística com Simon, que a remunerou com 250 libras semanais — valor este que seria descontado de futuros lucros — para que ela se concentrasse em desenvolver as suas habilidades musicais e não precisasse de trabalhar neste meio período. Com isto, ela adquiriu o seu primeiro apartamento, para o qual se mudou com Juliette Ashby.
No entanto, mesmo após oficializar o seu contrato com a Brilliant!, Winehouse continuou a apresentar-se em clubes de Londres, entre eles o Cobden Club, no qual chegou a ser elogiada por Annie Lennox. Além disso, continuou a despertar o interesse de outros representantes musicais, como os da Virgin Records e da EMI Music. Consequentemente, acabou por assinar um contrato de administração dos direitos autorais com Guy Moot, representante encarregado da divisão de artistas e repertório da EMI, que a designou para trabalhar com os produtores Salaam Remi e Gordon Williams, mas decidiu, a princípio, mantê-la em segredo da indústria fonográfica. Darcus Beeze, responsável pelo departamento de artistas e repertório da Universal Music do Reino Unido, ouviu uma de suas gravações quando um representante dos Lewinson Brothers, uma dupla de produtores musicais, foi-lhe mostrar algumas das canções que eles estavam produzindo e, acidentalmente, tocou uma das canções de Winehouse. Quando Beeze perguntou quem estava cantando, o gerente disse que não estava autorizado a responder. Após ter decidido que queria contratá-la, Beeze levou cerca de seis meses para conseguir encontrar a cantora. À época, Winehouse ainda não havia gravado qualquer material, pois estava em estágio de desenvolvimento, e Beese organizou uma audição ao vivo nos escritórios da Universal em frente de um painel de altos executivos, em 2002, na qual a cantora apresentou a sua versão de "There Is No Greater Love", canção de 1936 originalmente interpretada por Woody Herman, apenas acompanhada à guitarra. Em seguida, a jovem assinou um contrato de gravação com a editora e uma de suas subsidiárias, a Island Records, que ficou responsável por seus lançamentos no Reino Unido.

### Os primeiros lançamentos

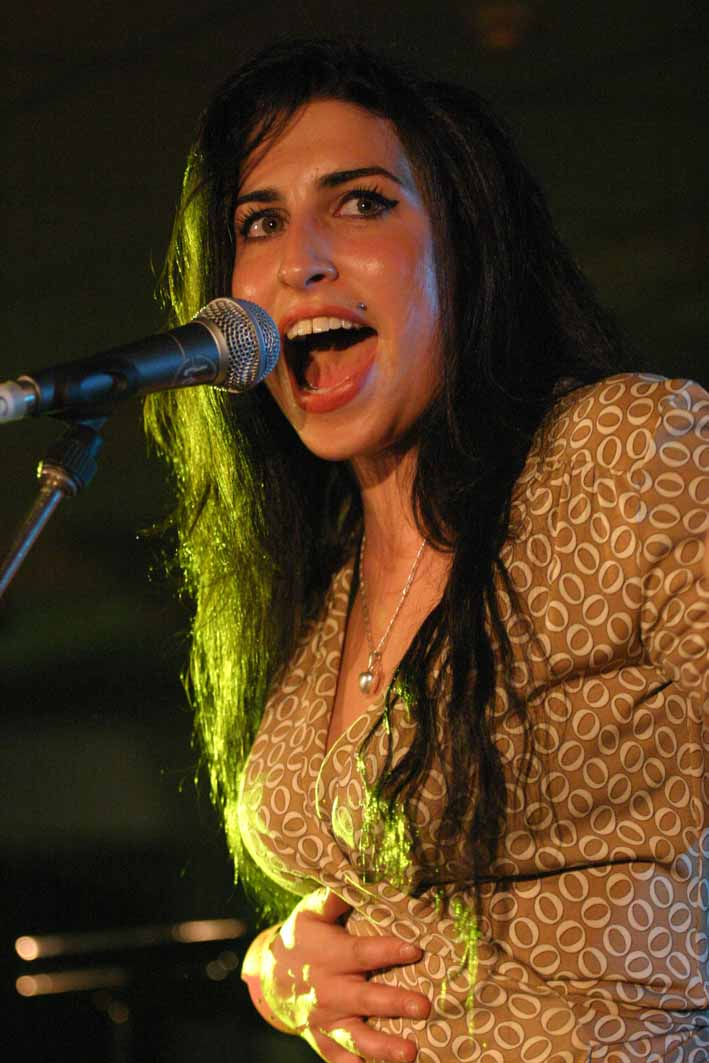
Amy Winehouse em atuação ao vivo em 2004, no North Sea Jazz Festival, Haia

Amy Winehouse iniciou as sessões de composição para o seu primeiro álbum logo após ingressar na equipe da EMI Music e quando assinou um contrato com a Universal, dois anos depois, havia, portanto, concluído canções como "Amy Amy Amy" e "October Song", bem como desenvolvido uma relação de trabalho com Remi. Para assegurar o prosseguimento deste processo criativo, a Universal convocou-o para trabalhar com a cantora. O material em que consiste o álbum foi gravado entre 2002 e 2003, em estúdios em Miami e Nova Jersey. A cantora reuniu estilos diversos no disco, desde o jazz e o hip hop, gêneros que mais escutara à época de sua elaboração, a tons de neo soul e reggae. Salaam Remi, Gordon Williams, Jimmy Hogarth e Matt Rowe participaram da elaboração do material como produtores e todas as composições originais foram co-escritas pela cantora. Remi, que produziu a maior parte das canções e participou da composição de outras, revelou ter-se impressionado com o talento para escrita de Winehouse: "Na primeira sessão, concluímos 'Cherry'; depois 'I Heard Love is Blind'. Lembro-me de pensar: 'Se és assim aos 18 anos, onde estarás aos 25?'".
Concluído o material, iniciou-se o processo de sua divulgação. Escolhido como o single de estreia de Winehouse, "Stronger Than Me" foi lançado em 6 de outubro de 2003 e, pouco depois, um vídeo musical foi produzido para promovê-lo nas redes televisivas. A canção foi recebida com análises positivas pelos críticos musicais e estreou na 71.ª colocação da tabela musical UK Singles Chart. Pouco tempo depois, em 20 de outubro, o seu álbum de estreia, intitulado Frank, foi lançado. A maioria das canções incluídas nesse disco reflete acerca de seu relacionamento com o repórter Chris Taylor, rapaz que conhecera enquanto trabalhara na World Entertainment e sete anos mais velho que ela, enquanto outras relatam os seus problemas familiares, como "What It Is About Men?". Os críticos musicais receberam-no com análises positivas, ressaltaram a maturidade de suas composições e os vocais da artistas, comparando-os aos de Erykah Badu e Macy Gray, entre outras.
Comercialmente, Frank obteve, inicialmente, resultados modestos — embora tenha registrado outro folgo nas tabelas musicais após a edição do segundo álbum de estúdio de Amy Winehouse. Debutou na 60.ª posição da tabela musical UK Albums Chart e, em 2004, chegou à sua posição mais elevada, o número treze. Para promover o material, Winehouse realizou uma breve turnê pelo Reino Unido em 2003, que resultou nas vendas de duzentos mil exemplares até ao primeiro semestre de 2004 e na emissão do certificado de "Disco de Ouro" da British Phonographic Industry (BPI). Três meses depois da estreia de "Stronger Than Me", foi lançado o seu segundo single, "Take the Box", que obteve a 57.ª posição da tabela britânica. Entre 2003 e 2004, Amy Winehouse realizou diversas apresentações em casas de espetáculos e programas de televisão, como o Later..., apresentado por Jools Holland, e a Arena Wembley, em função de divulgar o material. Frank ainda produziu os singles "In My Bed"/"You Sent Me Flying" e "Pumps"/"Help Yourself", que alcançaram, respectivamente, as 60.ª e 65.ª colocações da UK Singles Chart.
Com Frank, Amy Winehouse recebeu as suas primeiras indicações ao BRIT Awards nas categorias "Melhor Artista Feminina Britânica" e "Melhor Ato de Música Urbana", e conquistou o seu primeiro troféu no Ivor Novello Awards, na categoria "Melhor Canção Contemporânea" por "Stronger Than Me". Frank foi incluído no livro de referência musical "1001 Albums You Must Hear Before You Die", em 2005, e recebeu uma indicação ao Mercury Prize Awards de "Álbum do Ano". Entretanto, apesar de ser bem recebido pela imprensa musical, Winehouse revelou certa insatisfação para com o disco, pois representantes da Island forçaram-na a incluir duas canções e a realizar modificações no material que não a agradaram. Além disso, como fazia parte da 19 Entertainment, empresa por trás de artistas como as Spice Girls, logo surgiram especulações de ela ser controlada por Simon Fuller, o que lhe causou certo incômodo. Ao finalizar os seus projetos com o álbum, a cantora desapareceu da atenção da imprensa.

### Decadência no auge

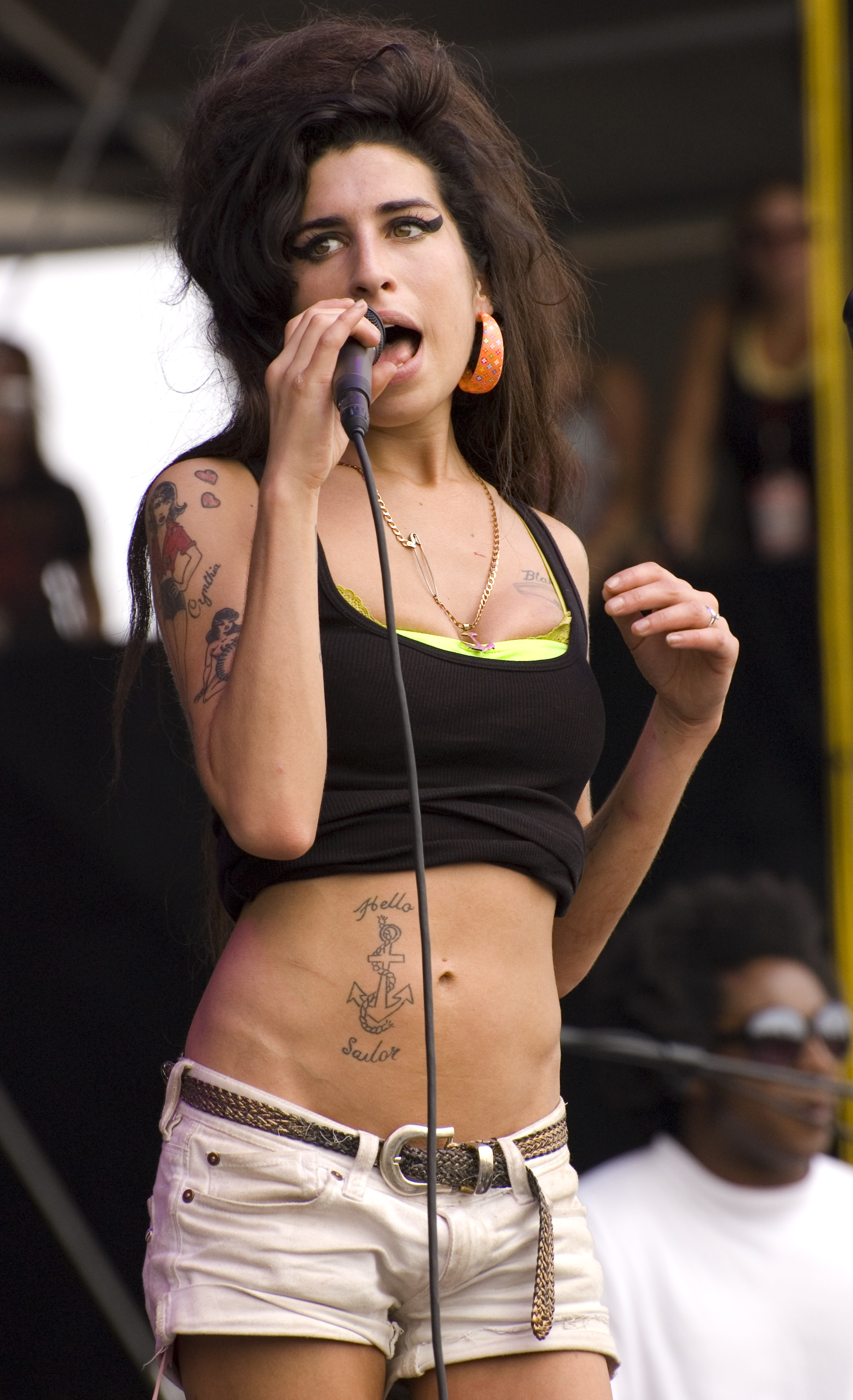
Cantora no Virgin Festival, nos Estados Unidos, em 2007

Os anos em que esteve afastada da indústria musical foram extremamente conturbados para Amy Winehouse e totalmente improdutivos. Os exaustivos concertos promocionais de seu álbum de estreia renderam lucros à Island, mas esgotaram-na criativamente e o resultado foi um período de dezoito meses enfrentando um bloqueio de escritor, como a própria relatou: "Não tinha nada sobre o que escrever. Quer dizer, ninguém quer ouvir um segundo álbum sobre como promover o primeiro". À época, Winehouse costumava frequentar pubs em Camden Town, para onde se mudou em 2005, e, em um destes, conheceu o então assistente de vídeo Blake Fielder-Civil, com quem iniciou uma relação amorosa, que logo chegaria ao fim. Blake era comprometido e preferiu a sua namorada a Winehouse. O rompimento acabou por conduzi-la a momentos sombrios, que se agravaram em maio de 2006 com o falecimento de sua avó Cynthia, a quem a cantora era demasiadamente apegada, segundo familiares.
Esses acontecimentos em um curto período levaram-na a confortar-se em seu crescente e cada vez mais evidente consumo de substâncias psicoativas e bebidas alcoólicas, e, juntamente com os seus transtornos alimentares, inclusive a bulimia nervosa, resultaram em sua drástica perda de peso, que não passou despercebida pela imprensa britânica. Com o comportamento autodestrutivo da cantora a intensificar-se, Nick Shymansky, seu empresário musical e amigo, e Nick Godwyn tentaram convencê-la a internar-se em uma clínica de reabilitação. Embora tenha, inicialmente, concordado em ir à Priory Clinic, Winehouse recusou o internamento. Já insatisfeita com a 19 Entertainment, desde o lançamento de Frank, as constantes pressões da empresa foram o estopim para a cantora, que decidiu romper o seu contrato de gestão e sugeriu que Nick a acompanhasse. Como Shymansky recusou-se, ela pôs o seu promotor de eventos, Raye Cosbert, no lugar daquele.
Em meio a essa turbulência pessoal, Amy Winehouse começou a trabalhar em seu segundo álbum de estúdio. O rompimento com Blake e os dias passados entregue aos vícios foram as inspirações para as faixas de seu novo disco. Back to Black, como foi intitulado, foi elaborado em apenas cinco meses e expôs o lado mais reflexivo da cantora, resultando em um disco mais acessível ao público e menos elitista que o jazz de sua estreia. As canções incluídas nesse trabalho foram fortemente influenciadas pela música soul dos anos 1960 e pelo R&B contemporâneo, mas também pelos ritmos caribenhos presentes em seu primeiro disco, como o ska e o reggae. Diferentemente de Frank, Winehouse expressou enorme satisfação com o material e teve maior participação e controle em seu processo criativo. Novamente, a cantora trabalhou com Salaam Remi, mas o responsável pela maior parte da produção do disco foi Mark Ronson, a quem a intérprete creditou a motivação para escrever um novo material.
O retorno de Amy Winehouse aos palcos foi realizado no Bloomsbury Ballrooms, em 12 de setembro de 2006, onde a artista apresentou algumas de suas novas canções, entre as quais "Rehab", o primeiro single do disco e responsável por sua ascensão ao estrelato. Lançada em 23 de outubro, a obra recebeu aclamação dos críticos musicais e tornou-se o seu primeiro single a alcançar os dez primeiros lugares da UK Singles Chart, posicionando-se na sétima colocação. "Rehab" rapidamente obteve destaque internacional e, em fevereiro de 2007, alcançou a liderança das tabelas musicais da Noruega. No Reino Unido, Back to Black foi lançado em 30 de outubro e, tal qual a canção, foi louvado pelos especialistas. O disco estreou em terceiro lugar na tabela musical britânica, com 43 021 cópias vendidas em seus primeiros sete dias de distribuição, mas alcançaria o primeiro lugar da UK Albums Chart repetidamente em 2007. A cantora encerrou aquele ano com uma breve turnê que percorreu diversas casas de espetáculos na Inglaterra, Irlanda e Escócia. O desempenho positivo de seus singles e álbuns nas tabelas de vendas britânicas, as então bem-sucedidas performances e a consagração que recebera da imprensa fizeram o The Guardian declarar: "2006, o ano de Amy".

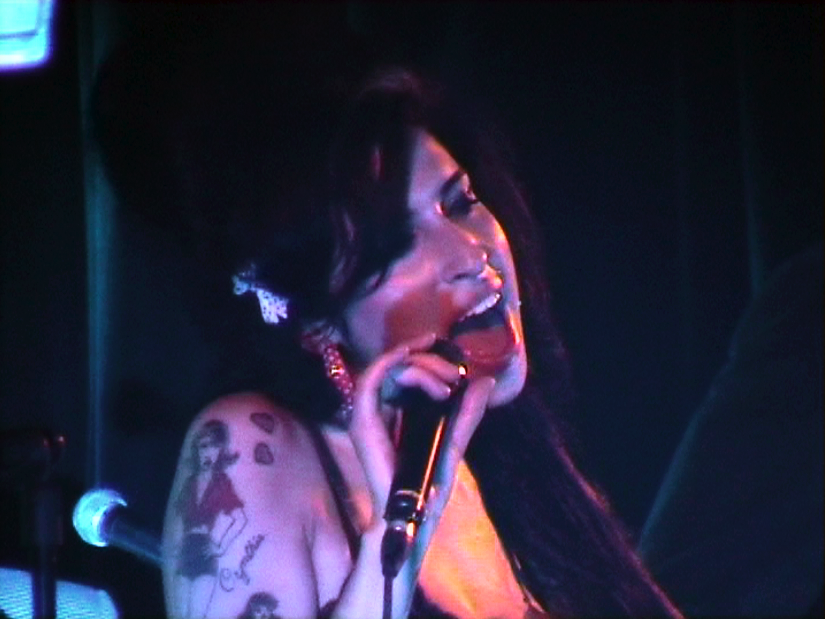
Winehouse em concerto em Berlim, Alemanha

Entretanto, à medida que conquistava o reconhecimento da crítica e do público, Amy Winehouse mostrava sinais de sua futura ruína pessoal. Para além da extrema magreza, a cantora realizou aparições embriagada nos meios de comunicação, como no programa The Charlotte Church Show, em outubro de 2006, ou no Never Mind the Buzzcocks. Ainda assim, foi nomeada "Mulher de 2006" pela revista Mojo e apareceu pela primeira vez na "Lista dos Mais Populares", da NME, também àquele ano. No início de 2007, foi lançado o segundo single do disco, "You Know I'm No Good", que alcançou a 18.ª colocação da UK Singles Chart, mas novamente a cantora estampava os tabloides locais com outra apresentação fracassada. Nessa ocasião, Winehouse deixara o palco sem sequer concluir a primeira canção e não mais voltaria. Embora os seus representantes tenham revelado que o motivo de o fazer foi uma intoxicação alimentar, o que se noticiou foi mais um episódio de embriaguez. Em 14 de fevereiro, no entanto, a cantora recebia o reconhecimento por seu trabalho. No BRIT Awards de 2007, a musicista conquistou o troféu de "Melhor Artista Feminina Britânica" e foi indicada a "Melhor Álbum Britânico". Uma colunista do periódico britânico The Daily Telegraph resumiu esses altos e baixos da seguinte maneira: "Uma alcoólatra desbocada ou a nossa mais talentosa cantora-compositora? Bem, ambos, na verdade!". Durante a cerimônia, a intérprete apresentou "Rehab", o que resultou no retorno de Back to Black à liderança da tabela musical do país. Até ao final do ano, o disco comercializaria dois milhões de cópias no Reino Unido e tornar-se-ia o mais vendido de 2007. Com um total de 2,3 milhões de álbuns comercializados, Amy Winehouse foi o artista britânico recordista de vendas do país àquele ano.
Àquela altura, Back to Black começou a despertar interesse comercial na América e a gravadora Universal promoveu o primeiro concerto de Amy Winehouse nos Estados Unidos. A sua estreia nos palcos americanos ocorreu no Joe's Pub, em Nova Iorque, onde foram realizadas duas elogiadas e esgotadas apresentações, que contaram com a presença de Dr. John, Jay-Z e Mos Def na plateia. A princípio, Winehouse foi recebida de forma calorosa em território americano e com enorme prestígio entre especialistas. Um noticiarista do The Washington Post, por exemplo, escreveu: "Amy Winehouse é uma das mais emocionantes estreias da cena R&B do pós-milênio". A cantora recebeu elogios de artistas americanos, como Prince e Snoop Dogg, e apareceu na lista "10 Artistas Que Vale a Pena Conhecer", da Rolling Stone. A sua primeira apresentação em um programa televisivo do país foi realizada no Late Show, de David Letterman, em 12 de março, no qual interpretou "Rehab". Quando lançado nos Estados Unidos, no dia 13 daquele mês, Back to Black comercializou mais de 51 mil cópias em sua primeira semana, o que resultou em sua estreia na sétima posição da Billboard 200. Consequentemente, estabeleceu-se como o lançamento de um artista britânico com a maior entrada alcançada desde o álbum de estreia epônimo do grupo Dirty Vegas, em 2002. Rapidamente, Winehouse consagrou-se como um dos artistas britânicos mais bem-sucedidos em território americano, estampou as capas de revistas como Rolling Stone e Spin e venderia mais de três milhões de cópias de Back to Black.

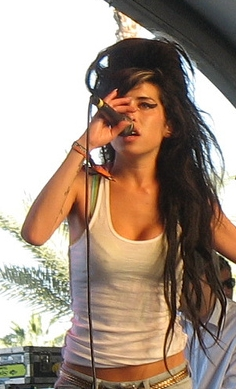
Amy Winehouse em atuação ao vivo na Califórnia

No cenário internacional, o êxito se repetia. Back to Black registrava altas vendagens e liderava as tabelas musicais de vários países. Mundialmente, o disco foi o mais vendido de 2007, com seis milhões de cópias comercializadas. À medida que o sucesso de Winehouse aumentava, tornava-se cada vez mais imprescindível a realização de uma turnê euro-americana, mas a enviar palcos àquela altura era demasiado arriscado, pois, simultaneamente à meteórica ascensão da cantora, acentuaram-se os sinais de sua decadência pessoal. Não só a sua perda de peso se mantinha constante, mas a sua toxicodependência também se agravara. Por conseguinte, a cantora constantemente aparecera embriagada em concertos e internou-se repetidas vezes em centros de reabilitação, e a sua gravadora não teve outra alternativa senão cancelar diversas apresentações, tanto no Reino Unido quanto na América, entre as quais duas no prestigiado programa de televisão americano Saturday Night Live e uma no MTV Video Music Awards de 2007.
Como agravante, havia ainda a conturbada relação de Winehouse e Fielder-Civil, que, então reatados e com matrimônio oficializado em 18 de maio em uma cerimônia realizada em Miami, tornaram-se assunto recorrente nos tabloides sensacionalistas por seus desentendimentos em público. Blake foi o responsável por apresentar substâncias ilícitas mais danosas ao organismo à cantora e os abusos do casal culminaram na hospitalização de Winehouse em agosto devido a uma sobredose e em sua detenção por posse de cannabis na Noruega, em outubro. Logo, todos os escândalos protagonizados pela cantora fizeram-na receber alcunhas depreciativas da imprensa e começaram a ofuscar a sua imagem pública. Durante a cerimônia do Mercury Prize Awards de 2007, por exemplo, Back to Black era o principal concorrente ao troféu de "Álbum do Ano", mas foi derrotado por Myths of the Near Future, do grupo Klaxons. Na ocasião, a repórter Jude Rogers lamentou: "De alguma forma, a versão-tabloide de Winehouse sobressaiu-se".
A cantora continuou os seus empreendimentos musicais ao unir-se a Mark Ronson para lançar o single "Valerie" — canção originalmente lançada por The Zutons, em 2006, e gravada por ela para o disco do produtor, Version —, que alcançou o segundo lugar da UK Singles Chart, e ao contribuir com os seus vocais na canção "B Boy Baby" para o disco de estreia de Mutya Buena em carreira solo, Real Girl. Ainda em 2007, Winehouse promoveu o material com os singles "Tears Dry on Their Own", "Love Is a Losing Game" e a faixa homônima, que alcançaram, respectivamente, as 16.ª, 46.ª e 25.ª colocações na UK Singles Chart, e com o lançamento simultâneo, em novembro, de Back to Black: Deluxe Edition, reedição que apresenta o disco de estúdio original, oito faixas novas — a maior parte covers ao estilo reggae e ska — e gravações demonstrativas, e I Told You I Was Trouble: Live in London, o seu primeiro álbum de vídeo. No dia 20 desse mesmo mês, o seu disco de estreia, Frank, foi lançado nos Estados Unidos, onde obteve críticas positivas e estreou na 61.ª colocação da Billboard 200, com 22 400 cópias comercializadas.

Tem apenas 24 anos de idade e já recebeu seis nomeações para o Grammy, o que a empurra de cabeça para o sucesso e o desespero, com o marido na prisão, pais exibicionistas e de discernimento questionável, e os paparazzi a registar todo o seu sofrimento físico e emocional. Ao mesmo tempo, o estilista Karl Lagerfeld aproveita-se do seu estilo desgrenhado e dos seus problemas de alimentação para a promover junto das elites, enquanto a chama de 'A Nova Bardot'.

—Karen Heller, repórter do The Philadelphia Inquirer, a comentar sobre a turbulência enfrentada por Amy Winehouse em sua vida pessoal e o seu simultâneo sucesso, em dezembro de 2007.
O sucesso da cantora e a sua ruína pessoal convergiram-se novamente quando as nomeações para os Grammy Awards de 2008 foram anunciadas. Amy Winehouse concorria a seis categorias, mas estava, à época, internada em uma clínica de reabilitação. Embora tenha abandonado o tratamento para comparecer à cerimônia, a artista não obteve a autorização da Embaixada Americana. Bernie Wolfsdorf, vice-presidente da Associação Americana de Advogados de Imigração, revelou que os então recentes envolvimentos de Winehouse com substâncias psicoativas deixaram as autoridades relutantes em conceder-lhe a admissão. Quando as autoridades americanas permitiram a sua entrada no país, não o fizeram em tempo hábil e Amy Winehouse não pôde comparecer à cerimônia. Em vez disso, participou da premiação por meio de uma transmissão via satélite do Riverside Studios, em Londres.
A 50.ª edição do Grammy Awards ocorreu em 10 de fevereiro de 2008, no Staples Center, em Los Angeles, e consagrou a cantora como o artista mais premiado da cerimônia. Com cinco troféus — "Canção do Ano", "Gravação do Ano", "Melhor Álbum Vocal pop", "Artista Revelação" e "Melhor Performance Vocal pop Feminina" —, Winehouse converteu-se na britânica mais premiada pelo Grammy em apenas uma edição e, por conseguinte, entrou para o "Guinness World Records", em 2009. Também se tornou o primeiro artista não-americano a triunfar na categoria de "Artista Revelação" desde 1986. De Londres, ela apresentou duas canções, "Rehab" e "You Know I'm No Good", e a sua performance foi considerada um dos momentos mais importantes do cenário musical da Inglaterra de 2008. Além disso, despertou o interesse do público americano por seus materiais. Uma semana após a cerimônia, Back to Black apresentou um aumento de 370% em suas vendas e escalou da 24.ª colocação à vice-liderança da Billboard 200.
No dia 20 de fevereiro, a intérprete compareceu ao BRIT Awards de 2008, no qual concorria ao troféu de "Melhor single Britânico" por sua colaboração com Mark Ronson, "Valerie". Embora tenham perdido para "Shine" (2007), do grupo Take That, os artistas interpretaram-na na cerimônia e, horas depois, Amy Winehouse retornou aos palcos para apresentar "Love Is a Losing Game". O periódico britânico Time Out descreveu a ocasião como: "A inesquecível noite de Amy Winehouse", declarando: "Ela pode não ter recebido nenhum prêmio, mas foi recompensada com os mais calorosos aplausos àquela noite. Ganhar, pelo visto, não é tudo". No mês de maio, consagrou-se como o primeiro cantor a ter duas canções indicadas à principal categoria do Ivor Novello Awards em apenas uma edição. As composições em questão eram "Love Is a Losing Game" e "You Know I'm No Good" e concorriam ao troféu de "Melhor Canção Lírica e Musicalmente", que acabou por ser entregue à primeira. Nesse mesmo mês, Winehouse foi apontada pelo periódico britânico The Sunday Times como o décimo músico britânico com menos de trinta anos mais bem-sucedido financeiramente, devido a uma fortuna avaliada em vinte milhões de dólares adquirida ao longo do ano anterior.

### Os últimos anos
Apesar de toda a consagração que conquistara ao longo de 2007 e início de 2008 como um dos artistas mais aclamados dos últimos anos, os meses seguintes seriam difíceis para Amy Winehouse. A sua ascensão internacional coincidiu com um período conturbado de sua vida pessoal, extremamente exposta pelos tabloides, e transformou-a em um dos alvos preferidos da imprensa e dos paparazzi. Como consequência, a cantora obteve uma ordem jurídica que os impedia de segui-la, fotografá-la em sua casa, na casa de parentes ou amigos e aproximar-se mais de cem metros da sua residência. Foi também em 2008 que ocorreu o lançamento do último single de Back to Black, "Just Friends", que representou um fracasso em vendas. Já Back to Black se encontrava em outra situação. Durante treze semanas, foi o disco com o maior número de exemplares comercializados em todo o continente europeu, onde havia vendido mais de três milhões de cópias somente em 2007. Mundialmente, foram 2,2 milhões de unidades comercializadas até abril de 2008, o que o fez ultrapassar as oito milhões de cópias distribuídas pelo globo. Até ao final do ano, seriam mais de 5,1 milhões de réplicas compradas, o que o transformou no segundo disco mais vendido do ano. O desempenho comercial de Back to Black impediu a Universal de ser afetada pelo declínio de 3% nas vendas de discos àquele ano.

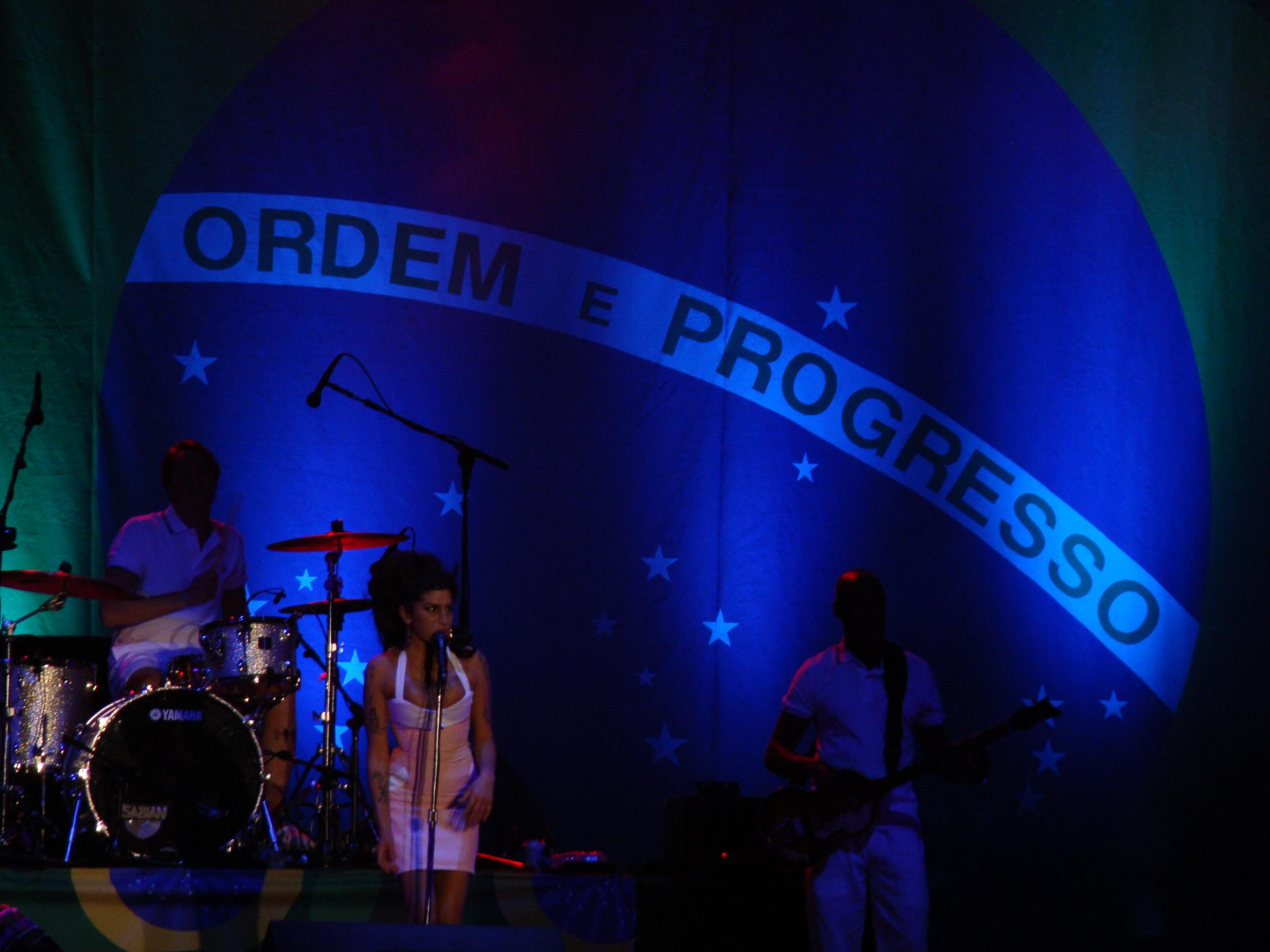
Winehouse se apresentando em Florianópolis (Brasil) em 8 de janeiro de 2011, seis meses antes de sua morte

No entanto, enquanto Back to Black registrava vendas elevadas, Winehouse cada vez mais se afundava em seu abismo pessoal. A prisão de Blake Fielder-Civil, efetuada em novembro de 2007 sob a alegação de agressão ao proprietário de um bar em East End, afetou-a emocionalmente e fê-la cancelar diversas apresentações, bem como agravou o seu consumo de substâncias químicas. A Universal, porém, ignorou esses fatos e continuou a agendar shows para a artista, muitos dos quais tiveram resultados desastrosos, como no Rock in Rio Lisboa, em Portugal — onde, mesmo em tal estado, foi recebida calorosamente pela plateia —, o que a fez ser depreciada pela imprensa. Sobre o supracitado concerto, por exemplo, o periódico Público comentou: "[Amy Winehouse] surgiu [como] uma criatura trôpega, que não conseguia cantar, tocar guitarra, nem fazer-se compreender. Disfuncional no seu vestido, que puxava para cima como num tique de timidez, trazia a mão envolta em ligaduras, escoriações no pescoço, o penteado do costume e o delineador a acentuar um olhar perdido no infinito (...) Do vozeirão — essa qualidade que torna tudo o resto permitido — só se ouviu um sopro (...) Foi triste vê-la assim". Apesar disto, Winehouse gozava de imensa popularidade. Para o V Festival e o Bestival, por exemplo, a cantora atraiu o maior número de espectadores já registrado pelos organizadores de ambos os eventos. Por conseguinte, recebia fortunas milionárias por seus shows. Em fevereiro, a cantora arrecadou cerca de um milhão de dólares para realizar uma performance de encerramento em um desfile de moda da marca Louis Vuitton, em Paris. Além disso, foi contratada por Daria Zhukova, noiva do magnata russo Roman Abramovich, para apresentar-se na abertura de uma galeria de arte em Moscou, remunerada com 1,9 milhão de dólares, e recebeu uma oferta de outros dois milhões para realizar uma apresentação particular para Azim do Brunei, um dos sucessores ao trono de Brunei.
Entretanto, a saúde de Amy Winehouse a essa altura estava bastante debilitada. Devido ao seu abuso de substâncias psicoativas e nicotina, a cantora foi diagnosticada com um estágio inicial de enfisema pulmonar e foi alertada pelos especialistas: "Se voltares a drogar-te, não irás somente arruinar a tua voz mas também perderás a vida". Em razão disso, a artista encerrou o agendamento de novos shows de sua turnê e viajou a Santa Lúcia, no Caribe, onde iniciou o tratamento da drogadição. Lá, ela ficou cerca de oito meses e iniciou as sessões de composição de seu terceiro disco de estúdio, mas o material foi rejeitado por sua gravadora, pois estaria muito influenciado pelos ritmos locais, especialmente o reggae. Durante a sua estadia no local, a intérprete revelou interesse em trabalhar com o cantor Damon Albarn e o seu grupo virtual Gorillaz em um disco, o que desagradou a Universal, visto que Winehouse não produzira qualquer material que satisfizesse às suas expectativas. A cantora retornou a Londres apenas em 2009, ano em que lançou a própria gravadora, a Lioness Records, cujo primeiro artista a receber um contrato de gestão foi Dionne Bromfield, afilhada musical da cantora. Neste mesmo ano, retornou aos estúdios por diversas vezes para gravar um novo material, mas as sessões foram pouco ou nada produtivas e o lançamento de seu terceiro disco foi adiado diversas vezes.

Reconstruindo seu espaço após um hiato de dois anos num inferno particular que alcançou proporções exageradas, Amy ainda não exibe vocais em sua melhor forma [e] precisou dos afinados cantores de apoio para dar corpo às suas canções durante quase toda execução. Em contrapartida, nos momentos em que mais expressava sua voz era fácil cantar (...) A sua primeira turnê brasileira foi uma partida vencida.

—Mariana Tramontina, noticiarista do Uol Entretenimento, a comentar sobre o seu concerto em São Paulo.
Após um longo período longe dos holofotes, Amy Winehouse retornou aos tabloides em agosto de 2009 devido ao seu divórcio com Blake, oficializado em 16 de julho, em razão de acusações de adultério em janeiro. Ainda em agosto, a cantora apresentou-se no V Festival com o grupo The Specials. No entanto, as suas aparições nos próximos meses seriam esporádicas. Em outubro, ela participou do programa Strictly Come Dancing, da BBC One, no qual se apresentou como vocal de apoio, durante estreia de Dionne em um programa televisivo, que executou "Mama Said" (1961), canção originalmente gravada pelas Shirelles; nesse mesmo mês, Amy exibiu mudanças físicas, como as suas próteses de silicone, e seu ganho de peso. Ela também  compareceu à cerimônia dos Q Awards, em Londres, onde deveria anunciar o vencedor do troféu de "Inspiração", mas não o fez por chegar atrasada; em 2010, Amy iniciou um relacionamento com Reg Traviss, um diretor britânico de filmes, com quem planejava se casar no próximo ano. ainda no ano, ela interpretou com Mark Ronson o single "Valerie" na casa de espetáculos 100 Club, em Londres.
Nesse mesmo ano, retornou aos estúdios para regravar a canção "It's My Party" (1963), de Lesley Gore, uma colaboração para o álbum Q: Soul Bossa Nostra, do produtor musical Quincy Jones e, em 16 de dezembro, foi novamente convidada para realizar uma apresentação privada na festa de um magnata russo em Moscou, em um recital de quarenta minutos remunerado com um milhão de libras esterlinas. Além disso, anunciou o seu aguardado retorno aos palcos para 2011. Os primeiros cinco concertos foram realizados no Brasil, no início de 2011, nas cidades de Recife, São Paulo, Florianópolis e Rio de Janeiro, onde as suas apresentações foram, em geral, bem-sucedidas apesar de não se igualarem ao seu auge. No entanto, em um concerto realizado em Dubai, a imprensa publicou a ocorrência de que Winehouse havia subido ao palco embriagada, porém foi desmentida essa ocorrência, e que, na verdade, Amy estava com problemas técnicos envolvendo seu microfone, onde ela não escutava a própria voz na apresentação. No dia 23 de março, uniu-se ao cantor de jazz Tony Bennett para regravar a canção "Body & Soul", incluída em seu disco Duets II (2011).
Em 25 de maio, Amy Winehouse reiniciou o tratamento de seu alcoolismo na Priory Clinic, em Londres, após beber uma pequena garrafa de vodka numa loja de bebidas, mas foi liberada do internamento por seu pai, para realizar a primeira apresentação de uma turnê europeia de doze shows, que representaria o seu retorno à indústria musical. Realizado em Belgrado, o concerto, no entanto, foi desastroso, pois os meios de comunicação da Sérvia classificaram-na no mesmo estado da apresentação nos Emirados Árabes. Aqueles que foram ao concerto afirmaram que a cantora estava embriagada e demonstrava dificuldades em interpretar as canções. Após ser vaiada, ela tentou deixar o local, mas os seus guarda-costas não a permitiram e a forçaram a continuar a apresentação. Em seguida, Winehouse cancelou as apresentações que faria em Istambul no dia 20, em Atenas no dia 22, em Bilbao no dia 8 de julho, cancelando toda a turnê pouco depois para voltar ao tratamento. A sua última aparição pública aconteceu três dias antes de sua morte, quando surgiu no palco durante um show de Dionne Bromfield na London Roundhouse.

## Morte

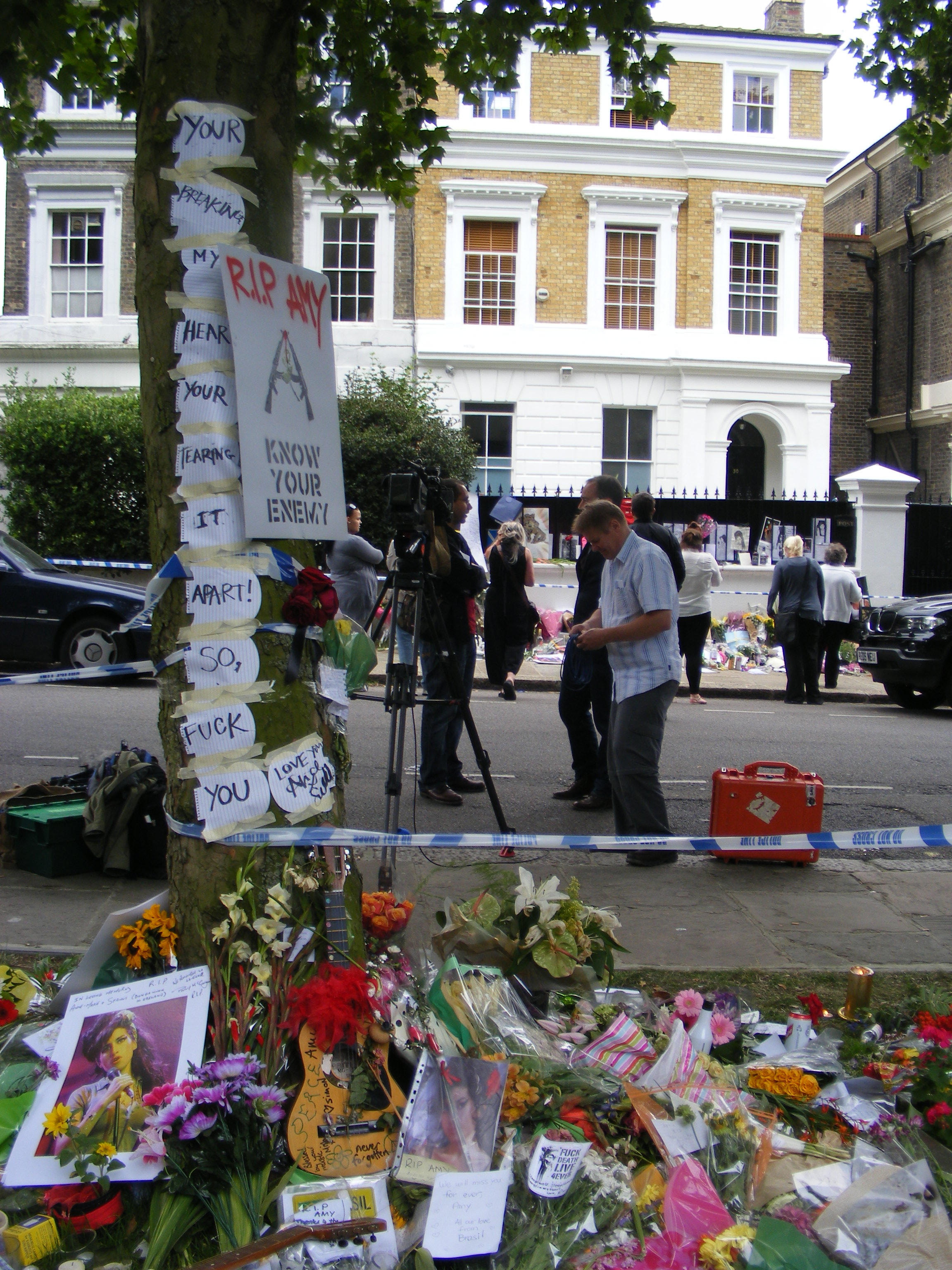
Equipes de filmagem, fotógrafos e tributos prestados por admiradores da cantora em frente à sua residência em Camden Town

Por volta das 15 horas e 54 minutos de 23 de julho de 2011 (horário de verão britânico, UTC+1), duas ambulâncias foram chamadas à casa de número 30 da Camden Square, localizada no bairro de Camden Town, em Londres, devido a um telefonema à polícia britânica para atender uma mulher desfalecida. Pouco tempo depois, as autoridades metropolitanas confirmaram a morte de Amy Winehouse à imprensa. Andrew Morris, o segurança que a encontrou, informou às autoridades que, desde que voltou à residência, três dias antes do ocorrido, a jovem consumiu bebidas alcoólicas moderadamente após um período de abstinência que mantivera desde o início do mês. Segundo os seus relatos, ela passou a noite do dia 22 a ouvir músicas e assistir à televisão.
Cristina Romete, sua médica há quatro anos, visitou-a por volta das 19 horas e medicou-a para suportar a ansiedade causada pela abstinência. Embora tenha percebido que a cantora havia ingerido bebidas alcoólicas, Romete revelou que ela estava sóbria. Por volta das duas horas da madrugada, Amy foi repousar, segundo Andrew. Às dez horas da manhã do dia seguinte, ele encontrou-a deitada em sua cama e teria realizado tentativas mal sucedidas de acordá-la. No entanto, tal situação não lhe causou estranheza, visto que lhe era habitual acordar tarde. Ao retornar ao quarto, horas depois, ele avistou-a ainda deitada e na mesma posição de antes. Após examiná-la, percebeu que a cantora não mais estava respirando e logo contatou os serviços de emergência. A cantora foi declarada morta no local.
Após a divulgação da notícia, reuniram-se em frente à residência equipes de filmagem, fotógrafos e admiradores. Policiais isolaram o local e acionaram a equipe da criminalística, que recuperou três garrafas de bebidas alcoólicas vazias da habitação. Uma investigação foi aberta a fim de determinar a causa da morte de Amy Winehouse, porém os primeiros resultados não foram conclusivos e uma análise toxicológica foi necessária. Apenas em 26 de outubro do mesmo ano, os relatórios finais puderam indicar que a causa da morte foi acidental e decorreu de um consumo abusivo de álcool após um período de abstinência. Suzanne Greenaway, médica legista, afirmou em laudo que a quantidade de álcool encontrado no sangue da artista era de 4,16 g/L, cinco vezes maior que o limite legal para se dirigir na Inglaterra. Isto, combinado à deteriorada condição física da cantora, culminou em uma parada respiratória que, posteriormente, deixou-a inconsciente. "A sua saúde encontrava-se em estado bastante precário [à época] e ela vinha sendo levada por ambulâncias ao hospital regularmente em razão de crises de convulsão. O seu sistema nervoso estava muito debilitado", relatou uma fonte.
No dia da morte, a editora discográfica Universal Music emitiu um comunicado expressando seu pesar pela morte inesperada da cantora. Além disso, artistas como U2, Lady Gaga, Bruno Mars, Rihanna, George Michael, Adele, Kelly Clarkson e Courtney Love fizeram tributos a Amy Winehouse. Diversos admiradores também prestaram as suas condolências à cantora, deixando garrafas de bebidas alcoólicas, taças, cigarros e diversas fotos suas em frente à habitação. A sua morte também trouxe de volta os seus materiais discográficos aos rankings ao redor do mundo. O falecimento de Amy Winehouse aos 27 anos, tal qual músicos como Kurt Cobain, Jim Morrison e Janis Joplin, entre outros, provocou o ressurgimento do termo "Clube dos 27" nos meios de comunicação. A cerimônia fúnebre ocorreu no dia 26 de julho, terça-feira, no cemitério Edgwarebury, em Londres. A família e os amigos mais íntimos de Winehouse, além de algumas celebridades, como Mark Ronson, Kelly Osbourne e Bryan Adams, participaram da cerimônia, que seguiu os preceitos da religião judaica. O corpo da artista foi cremado e suas cinzas foram misturadas com as de sua avó, Cynthia. Com a conclusão do funeral, os seus pais declararam sua intenção de criar uma fundação para ajudar jovens no tratamento da toxicodependência.
Em 17 de dezembro de 2012, as autoridades britânicas decidiram reabrir o inquérito para confirmar a causa da morte de Amy Winehouse e, apenas no início de 2013, os relatórios puderam atestar o primeiro veredicto, em que a causa da morte foi apontada como ingestão excessiva de bebidas alcoólicas. O seu irmão, entretanto, informou meses depois à imprensa acreditar que os seus transtornos alimentares, dos quais Winehouse nunca se recuperou, foram o principal motivo de seu falecimento. "Amy morreria mais cedo ou mais tarde se continuasse no caminho que trilhava, mas o que realmente a matou foi a bulimia. Se ela não tivesse sofrido desse transtorno alimentar, estaria fisicamente muito mais forte", relatou.

### Consequência e lançamentos póstumos
O falecimento de Amy Winehouse repercutiu nos noticiários de todo o globo e desencadeou a procura do público por seus materiais discográficos. Em cerca de quatro horas após a divulgação, Back to Black reentrou na 59.ª posição da UK Albums Chart e, na semana seguinte, reassumiu a primeira colocação. Frank, que havia alcançado o 13.º lugar da tabela britânica em 2004, conseguiu a terceira posição. Os singles da cantora também receberam atenção por parte do público. A faixa-título de Back to Black, por exemplo, conseguiu a oitava posição da UK Singles Chart, estabelecendo a sua melhor colocação na tabela — à época de seu lançamento, em 2007, o tema alcançara o 25.º lugar. O mesmo ocorreu com "Love Is a Losing Game", que assumiu o 33.º lugar na supracitada tabela e, em 2007, teve como melhor posição o número 46. "Rehab", "Tears Dry on Their Own" e "You Know I'm No Good" atingiram as 27.ª, 29.ª e 37.ª colocações, respectivamente. Em território americano, houve um aumento de 7 240% na demanda pelos discos de Winehouse. Back to Black retornou às dez primeiras posições da tabela da Billboard, enquanto Frank, cuja melhor posição foi a de número 61, em novembro de 2007, conseguiu chegar à 33.ª, em agosto. Pouco depois, Back to Black tornou-se o disco mais vendido do século XXI no Reino Unido, com 3 259 100 unidades comercializadas, ultrapassando Back to Bedlam (2005), de James Blunt. Mundialmente, Back to Black vendeu 1,7 milhão de cópias ao longo de 2011 e, até à data, estima-se que tenha comercializado vinte milhões de unidades.
Como a cantora trabalhava em seu terceiro disco de estúdio desde o ano de 2008, muito se especulou sobre o possível lançamento de um novo material. Após meses de especulação, Mitch atendeu aos anseios dos admiradores da artista e, em outubro, anunciou o lançamento do seu primeiro álbum póstumo. Intitulado Lioness: Hidden Treasures, o projeto foi lançado em 2 de dezembro e reúne gravações realizadas por Winehouse entre 2002 e 2008, e a canção "Body & Soul", um dueto com Tony Bennett e lançada como o primeiro single do material em 14 de setembro, data em que a artista completaria 28 anos. Embora tenha dividido os críticos musicais, o álbum estreou na primeira posição da tabela musical britânica, com 194 966 cópias comercializadas em sua primeira semana, e no quinto lugar nos Estados Unidos, com vendas de 114 mil cópias. Essas foram as melhores semanas de estreia de Winehouse em ambos os países. Até ao final de 2011, o disco venderia mais de 638 mil unidades em território britânico e 2,4 milhões em todo o mundo. "Our Day Will Come" — canção originalmente lançada pelo grupo Ruby & The Romantics, em 1963, e gravada em maio de 2002 para o seu álbum de estreia, Frank, porém arquivada — foi lançada com o segundo single em 5 de dezembro e conseguiu o 29.ª lugar no Reino Unido. No ano seguinte, Lioness: Hidden Treasures concedeu à intérprete o seu primeiro prêmio póstumo, um Grammy Award na categoria "Melhor Performance pop Por Duo ou Grupo" por "Body & Soul", conquistado na 54.ª edição da premiação. Os pais de Winehouse compareceram à cerimônia e, ao lado de Bennett, aceitaram o troféu.
Em setembro de 2012, Mitch revelou o seu interesse em editar um segundo disco póstumo da artista e, em novembro daquele ano, foi lançado At the BBC, um álbum ao vivo que consiste em uma compilação de canções interpretados por Winehouse ao longo de sua carreira. A coletânea é composta por três DVDs, sendo um deles tributo das participações da cantora no programa do apresentador Jools Holland prestado pelo próprio, e suas vendas foram destinadas à Amy Winehouse Foundation, instituição de apoio a jovens dependentes químicos fundada pelo pai da cantora. Assim como o seu antecessor, o material recebeu críticas moderadas, mas comercialmente não registrou o mesmo êxito que aquele. Em 2015, o lançamento de uma polêmica e aclamada cinebiografia sobre a artista, intitulada Amy: The Girl Behind The Name, acabou por produzir uma trilha-sonora homônima, que reúne canções anteriormente lançadas por Winehouse, apresentadas ao vivo, gravações demonstrativas e composições do brasileiro Antonio Alves Pinto. Lançado em 30 de outubro, o material alcançou a 19.ª colocação da UK Albums Chart.

## Características musicais

### Influências
As principais influências musicais de Amy Winehouse foram músicos de jazz e soul das décadas passadas. A intérprete foi apresentada às obras desses artistas, ainda muito jovem, pelos seus familiares, como relatado anteriormente. O seu pai, grande admirador de Frank Sinatra e Tony Bennett, introduziu a cantora à música negra americana, enquanto a sua mãe lhe apresentou letristas como James Taylor e Carole King. O desencanto de Winehouse com a música contemporânea, em relação aos clássicos que crescera ouvindo, inspirou-a a realizar as suas primeiras composições, como a própria relatou: "Eu sentia que não havia nada que eu conseguiria escutar à época (...) Tendo ouvido grandes compositores como James Taylor e Carole King, percebi que nada do que estava sendo lançado àquele momento representava a maneira como eu me sentia, então eu comecei a escrever as minhas próprias canções".
Outro familiar que influenciou os gostos da jovem foi o seu irmão, Alex, que costumava ouvir grupos de grunge americanos e, a partir dos dezoito anos, o jazz. À época, a cantora tinha catorze anos quando, do seu quarto, ouviu a música de Thelonious Monk e Ray Charles soar no quarto de seu irmão e ficou fascinada pelo que escutara. "Lembro-me da primeira vez que ouvi Ray Charles. Era 'Unchain My Heart' (...) Eu abri a porta [do quarto de Alex] e perguntei, 'Quem é esse?', e ele disse-me, 'É Ray Charles'. Então, eu ouvi Ray Charles durante três meses, exclusivamente". Segundo a própria, foi ouvindo artistas como Thelonious Monk, Dinah Washington, Sarah Vaughan e Ella Fitzgerald que ela aprendeu a cantar.
No entanto, Amy Winehouse descobriu o seu estilo, nas palavras da própria, por volta dos onze anos, ao ouvir pela primeira vez o hip hop e o R&B das Salt-n-Pepa e das TLC. Músicos pop ofereciam pouca atração para a jovem e a sinceridade das letras das garotas era o que mais atraia a sua atenção: "Eram mulheres reais, que não tinham medo de falar sobre os homens, conseguiam tudo o que queriam e falavam sobre garotas de quem não gostavam", afirmou a cantora. Também faziam parte de seu catálogo de influências músicos de hip hop progressivo e consciente, como Mos Def e Nas. Essas influências são evidentes em seu primeiro disco, Frank, que combina o estilo jazz com o lirismo do hip hop, como a própria descreveu.
Porém, quando se mudou para Camden Town, Amy Winehouse ficou exposta a diversas outras influências que moldaram o estilo de seus futuros trabalhos. À época, a cantora costumava frequentar pubs nos quais havia várias Jukebox repletas de canções de soul, blues e Motown dos anos 1960. A maneira de cantar desses músicos, especialmente de grupos femininos como as Shangri-Las, cativou imensamente a cantora. "Eu amava aquelas canções de partir o coração que elas costumavam fazer, especialmente a maneira como as garotas conseguiam soar, tão celestial. Mas elas também cantavam sobre o tipo de coração partido que tu encontrarias no fundo de uma garrafa de uísque. Elas sabiam tudo sobre tristeza". Durante a elaboração de seu segundo disco, Back to Black, estavam entre os artistas que Winehouse escutara os grupos The Velvet Underground, The Ronettes, The Shirelles e as Shangri-Las, e esses músicos não só a inspiraram a mudar de estilo como também a sua maneira de se vestir. Quando retornou ao cenário musical, em 2006, a intérprete havia adotado um visual popular nos anos 1960 com as Ronettes, que se tornou uma de suas principais características — o alto penteado em forma de colmeia, chamado beehive, e a forte sombra à volta dos olhos.
Outra grande influência de Amy Winehouse foram cantores de ska e reggae, como a banda The Specials. Nos créditos de Back to Black, a intérprete pôs um agradecimento ao supracitado grupo e, comumente, apresentava covers do grupo em seus concertos, como "Hey Little Rich Girl", bem como de outras bandas de ritmos caribenhos, como Toots & the Maytals, de quem regravou a canção "Monkey Man" para uma reedição de Back to Black, que também inclui "Hey Little Rich Girl". Alguns artistas de música gospel, como Mahalia Jackson e Aretha Franklin, também exerceram certa influência na artista, bem como Marvin Gaye, Donny Hathaway, The Zutons, Bud Powell, Minnie Riperton, Stevie Wonder, Sam Cooke e Timbaland & Magoo.

### O eclético estilo musical
Musicalmente, Amy Winehouse destacou-se pelo ecletismo de suas composições. Demonstrando domínio de gêneros contemporâneo e retrô, nas palavras de Bruce Benderson, da revista Out, podem ser encontrados em seus materiais discográficos elementos do soul, jazz, Motown, neo soul, R&B e tons sutis de reggae e ska. Em seu disco de estreia, Frank, a cantora explorou principalmente o jazz das décadas passadas e combinou-o a batidas de hip hop.
Beccy Lindon, ao avaliar o material para o periódico britânico The Guardian, relatou: "Situado algures entre Nina Simone e Erykah Badu, o som de Winehouse é, simultaneamente, inocente e sórdido". John Murphy, do MusicOMH, sentiu a influência de Sarah Vaughan e Dina Washington no disco e proferiu: "Amy Winehouse tem voz e canções que se equiparam às de um veterano desconhecido e de cabelos grisalhos, que passou uns 40 anos a cantar em clubes de jazz em Harlem e Nova Orleans", enquanto Nate Chinen, do periódico americano The New York Times, percebeu uma mistura de estilos funk, dub, jazz e soul no material e Jon Pareles, da mesma publicação, descreveu a cantora como uma discípula de Erykah Badu, Esther Phillips, Sarah Vaughan e Dinah Washington e a produção, como apontando ao jazz, ao R&B, às big bands e até à bossa nova.
Em Back to Black, no entanto, Winehouse apresentou uma mudança em sua direção musical. Distanciando-se do jazz de sua estreia, como ressaltou John Bush, do site AllMusic, a cantora incorporou especialmente a música soul e o R&B, bem como o estilo Motown e o doo-wop dos anos 1950. Mark Edward Nero, do site About.com, escreveu: "Back to Black captura a essência velha guarda do estilo Motown, combina-o com a sensibilidade moderna da geração hip-hop e consegue produzir um som e sentimento atemporais e clássicos, mas ao mesmo tempo modernos e contemporâneos". Sasha Frere-Jones, da revista The New Yorker, alegou: "Back to Black é um hábil e convincente pastiche dos grupos femininos dos anos 1960, dos cantores de jazz dos anos 1940, e uma variedade de ritmos dos anos 1970 e dos anos 1990". Jude Rogers, do New Statesman, descreveu-o como: "Um impressionante álbum de soul, absorvendo os sons de Motown e dos grupos femininos da década de 1960 e cuspindo-os de volta com brio, glamour e um toque contemporâneo", Jon Pareles, uma vez mais no The New York Times, percebeu harmonias de grupos femininos e arranjos que remetiam para a Motown, a Stax e o ska.
Muito pouco reconhecido pelo público, no entanto, é o apreço de Winehouse para com os ritmos caribenhos, como o ska e o reggae, e a abordagem desses estilos em seus curto material discográfico. Em Frank, essa influência pode ser encontrada em canções como "Moody's Mood For Love" e "What It Is About Men?". Em Back to Black, "Just Friends" é a canção que demonstra maior explicitude na pratica do reggae e do ska no disco. À época do lançamento de Back to Black, Amy Winehouse também realizou a gravação de uma quantidade de covers de ska e reggae, que foram posteriormente compiladas em uma reedição lançada em 2007, bem como em um disco de edição limitada que recebeu o título de The Ska EP. Os temas em causa são "Monkey Man", de Toots & The Maytals, originalmente lançado em 1969 e posteriormente regravado por The Specials; "You're Wondering Now", de The Skatalites; "Hey Little Rich Girl", de The Specials; e "Cupid", de Sam Cooke, seguindo o figurino rocksteady da versão de 1969, de Johnny Nash. Além disso, durante a elaboração de seu terceiro disco de originais em uma prolongada estadia em Santa Lúcia, em 2009, esses ritmos teriam sido as principais influências de Amy Winehouse, que havia expressado, no ano anterior, enorme interesse em desenvolver um álbum de reggae. Lá, segundo relatos, a cantora trabalhou em um conjunto de temas com forte influência daquele gênero, que foram rejeitados por sua gravadora, e teria inclusivamente anunciado a intenção de gravar com o seu amigo Damien Marley, filho do lendário cantor de reggae Bob Marley.

### Letras e voz
Todas as canções que escrevo são sobre dinâmica humana, seja ela de amigos, namorados ou família. Quando fiz o último disco, Frank, eu me sentia uma pessoa muito na defensiva, muito insegura, de modo que quando eu cantava sobre homens era sempre do tipo: 'Foda-se. Quem você acha que é?'. O novo disco é mais do tipo: 'Vou lutar por você'; 'eu faria qualquer coisa por você' ou 'é tão triste que a gente não consiga fazer a coisa funcionar'. Sinto que não sou mais assim, tão adolescente em relação a relacionamentos.

—Amy Winehouse a comentar sobre a metamorfose que a sua maneira de escrever sofreu entre Frank e Back to Black.
Segundo o seu primeiro gerente musical, Nick Shymansky, eram duas as maneiras de escrita da intérprete: aquela em que ela exibia o seu lado mais irônico e satírico, como em "Fuck Me Pumps" ou "Addicted" — respectivamente, de Frank e Back to Black —, ou extremamente pessoais e profundas, como "Some Unholy War", do último disco. Ao analisar as composições de Winehouse para o PopMatters, em novembro de 2007, Mike Joseph escreveu: "Amy tem uma das canetas mais afiadas de qualquer um do negócio, capaz de um sarcasmo retorcido e precisa auto-exploração".
Desde a sua estreia com Frank, Amy Winehouse foi avaliada em função da sinceridade, originalidade e sarcasmo de suas letras, e os seus textos foram reconhecidos como autobiográficos. A cantora revelou que começou a escrever as suas próprias canções como uma maneira de expressar-se e, portanto, as suas composições adquiriram tons fortemente pessoais. Os fracassos amorosos e os conflitos familiares foram alguns dos temas abordados nesse disco, cujas composições originais foram todas co-escritas por ela. Como Winehouse não se interessava por canções pop, rejeitava a ajuda de compositores proeminentes. "Eu escrevo as minhas próprias canções e eu não preciso de pessoas no estúdio comigo. Não querendo ser rude, mas essas pessoas tentariam escrever canções pop! E eu diria, 'Para quem pensas que estás tentando escrever? Em que sessão estás? Cai fora!", revelou certa vez. Entretanto, a personalidade autodestrutiva que viria a transformar-se nas canções de seu segundo álbum de estúdio era percebível em canções como "What Is It About Men?" e "Amy Amy Amy".
Back to Black, entretanto, exibiu a metamorfose que a maneira de compor de Amy Winehouse sofreu. Nesse disco, a cantora expôs o seu lado mais reflexivo e confessional, e atribuiu essa mudança ao seu amadurecimento pessoal, mas também às bebidas alcoólicas e aos grupos musicais que andara a escutar. Quando escreveu o seu primeiro disco, a cantora costumava ouvir especialmente jazz e hip hop e fazer o uso de substâncias psicodélicas, pelo que, segunda a própria, a sua mentalidade à época era demasiado defensiva. Ao substituir tais substâncias pelas bebidas alcoólicas, aquela sensação esvaiu-se e isto se refletiu em suas composições, como a própria explicou: "A ideia por trás do álcool tem muito mais a ver com, 'Oi, sou eu. Ah, eu te amo. Deitarei no meio da rua por ti. Não me importo se nunca irás olhar para mim. Eu sempre te vou amar'", revelou. Em Back to Black, como observou Jon Pareles, uma vez mais nas páginas do The New York Times, Winehouse cantou sobre o seu sofrimento após uma separação e sobre as tentações que não conseguia combater: álcool, drogas, sexo e namorados viciados.
Descrita como rouca e comovente, a extensão vocal de Amy Winehouse era considerada contralto, com um registro de três oitavas (D3-E♭6). Desde que surgiu no cenário musical, em 2003, Winehouse teve a sua voz comparada às de Sarah Vaughan, Dinah Washington, Dusty Springfield, entre outras, e foi notada por sua entoação grave e profunda. John Bush, da AllMusic, por exemplo, afirmou que os seus vocais eram repletos de sutileza e comparou-os aos de Macy Gray, referindo-se aos mesmos como um híbrido de Billie Holiday e Lauryn Hill. No periódico espanhol El País, Fernando Neira descreveu a sua voz como: "Poderosa (...), descarnada, voluptuosa, imprevisível e profundamente sensorial". Alexander Billet, do site Dissident Voice, sentiu que a voz da cantora tinha poder incomum e força inegável, enquanto Beccy Lindon, do The Guardian, descreveu-a como "colossal", e Dan Cairns, do The Times, proferiu: "Uma das mais extraordinárias vozes a ouvir-se na música contemporânea (...), que evoca Billie Holiday em sua vulnerabilidade emocional, Joni Mitchell quando passa pelas oitavas e Macy Gray ao expor os seus sentimentos".
Teresa Wiltz, do The Washington Post, fez a seguinte afirmação: "A sua voz é um mescla de arrependimento e de dor pulsante". No Pitchfork Media, Joshua Klein escreveu: "Winehouse foi abençoada com uma voz metálica que pode transformar qualquer sentimento mundano em declarações poderosas". Will Hermes, do Entertainment Weekly, ao comparar os vocais de Winehouse em seus discos, relatou: "Soaram impressionantes em Frank mesmo se sua melisma precise de limites. Mas no mais duro e firme Back to Black, seus vocais são controlados e mais focados", enquanto Elaine Woo, do Los Angeles Times, escreveu: "A sua voz conduz [os ouvintes] a Aretha Franklin e Ruth Brown". O cantor Tony Bennett proferiu em entrevista ao periódico The Guardian: "De todos os artistas contemporâneos que eu conheço, ela tem a voz de jazz mais natural".

## O visual icônico

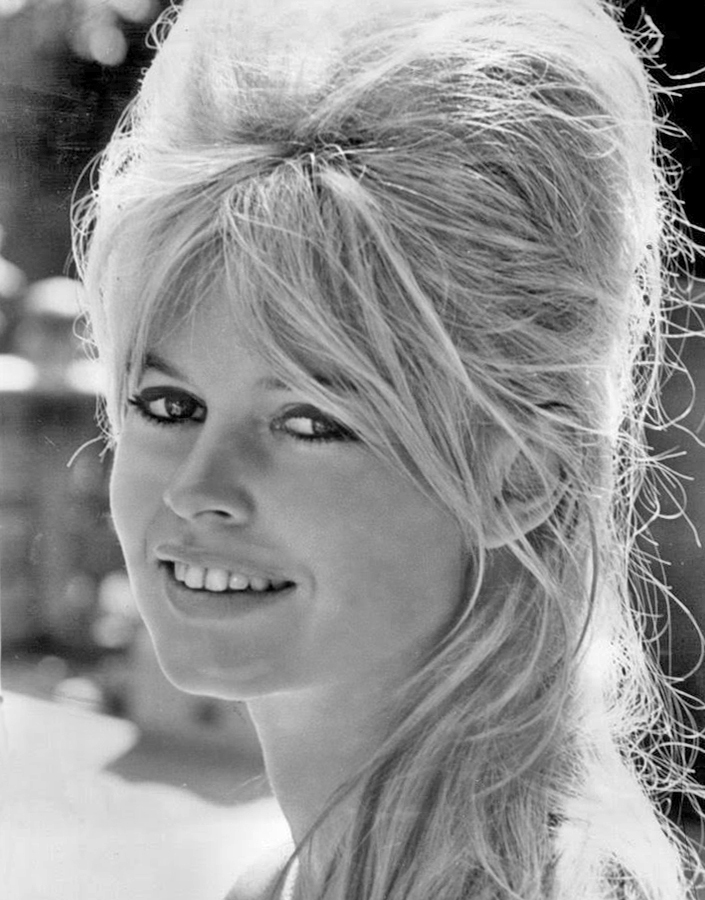
Devido ao seu penteado característico, o beehive, muito popular nos anos 1960, Amy Winehouse foi chamada por Karl Lagerfeld de: "A nova Brigitte Bardot".

Uma das características mais marcantes de Amy Winehouse foi o seu visual, que reunia diversos elementos que deixavam explícitas as suas influências. O penteado inspirado no dos anos 1950 e 1960, chamado beehive, o forte delineador à Rainha Cleópatra inspirado pelas Ronettes, o piercing acima do lábio à Marilyn Monroe e as treze tatuagens — a primeira foi o desenho de uma Betty Boop em sua nádega — fizeram-na um ícone de estilo. Em 2008, inclusive, Winehouse apareceu na lista "Pessoas Mais Influentes da Moda na Inglaterra", do periódico The Evening Standard.
Quando estreou no cenário musical em 2003, Amy Winehouse era tímida, usava recatados vestidos e maquiagem pouco extravagante, e não exibia sinais da transformação pela qual passaria anos mais tarde. Mitch Winehouse, em sua biografia, revelou as inspirações para o estilo excêntrico da cantora. Segundo ele, Winehouse teria ficado fascinada pela maneira de vestir-se das garotas latino-americanas que avistara em uma viagem a Miami, em 2006, enquanto elaborava Back to Black. "Quando retornou para Londres, Amy falou-me empolgada sobre algumas garotas latino-americanas que avistara em Miami e sobre como ela almejava misturar o visual delas — grossas sobrancelhas, forte sombra para olhos e vívido batom vermelho — à sua paixão dos anos 1960, o beehive".
Vestidos curtos à Bettie Page e um largo cinto, sapatilhas de ballet e sapatos de salto alto, camisetas sem estampa, shorts e calças jeans eram os principais componentes de seu vestuário, ao menos em público. Em seu grande cabelo negro, a cantora costumava incluir acessórios, como flores e lenços, embora o mais notável fosse um coração estampado pela palavra "Blake", o nome de seu esposo. Para acrescentar volume ao penteado, Winehouse recorria ao alongamento capilar. Certa vez, a cantora descreveu a altura do penteado como um reflexo de seu nervosismo no palco. "Quanto mais nervosa eu estou, mais alto tem de ser o meu beehive", afirmou. Amy Winehouse também ficou reconhecida por sua atitude de "bad girl" no cenário musical, por sua "rebeldia" e pela ausência de preocupação para com a sua reputação.
Quando surgiu com visual repaginado, em 2006, Amy Winehouse caiu nas graças da imprensa. Tornou-se uma das personalidades mais procuradas por editores de publicações especializadas em moda no Reino Unido e estampou a capa da prestigiada revista americana Vogue, bem como da Rolling Stone, Elle, Marie Claire e Vanity Fair. Alexandra Shulman, editora da edição britânica da Vogue, descreveu-a como: "A estrela que todos os fotógrafos badalados desejam pôr diante de suas lentes sujas, em razão do seu 'exótico' e instantaneamente reconhecível estilo". Entre 2007 e 2008, a cantora foi a inspiração para coleções das marcas Dior e Chanel. Karl Lagerfeld, um influente designer de moda, revelou que a cantora serviu de inspiração para um de seus desfiles, afirmando: "Amy é um ícone de estilo! É uma bela e talentosa artista. E eu admiro imensamente o seu penteado. Encarei-o como uma inspiração, pois, de fato, é o mesmo usado por Brigitte Bardot no final dos anos 1950 e nos anos 1960. E, agora, Amy transformou-o em seu próprio estilo. Então, quando a vi, soube logo que era o momento certo. Amy é a nova Brigitte!". Outra celebridade que revelou apreço pelo estilo da cantora foi a também designer e modelo Victoria Beckham, que proclamou: "Amy tem um estilo verdadeiro que eu adoro. É um ícone de moda, e eu adoro o que ela usa. É única e original!". Teresa Wiltz, do The Washington Post, proferiu: "Com o seu imenso penteado negro e o seu delineador à Elvira (do filme Elvira, Mistress of the Dark), Amy Winehouse evoca a imagem de uma Ronnie Spector do século XXI!". O cineasta americano John Waters afirmou sobre a sua transformação: "Amy recuperou visuais antigos e combinou-os à moda punk, originando um novo estilo!". Similarmente, Lucy O'Brien, escritora do site do Channel 4, descreveu-a como: "Uma verão exageradamente punk das Ronnettes!".
O visual da cantora não se tornou popular somente nos meios de comunicação, mas com o público. Em 2007, por exemplo, o site Brooklyn Vegan relatou que a maneira de vestir-se da cantora foi a fantasia mais popular do ano, enquanto o The Independent revelou que o seu penteado foi um dos mais imitados pelas mulheres britânicas àquele ano. Além disso, em uma pesquisa realizada com 1 500 pessoas e divulgada pelo Daily Mail, em 2015, o penteado da cantora foi eleito o segundo mais emblemático da música contemporânea, atrás apenas de Elvis Presley.
No entanto, os vícios logo transformariam a imagem da cantora em um estilo desgrenhado e sua aparência foi amplamente denegrida pelos tabloides sensacionalistas. Em 2008, por exemplo, a revista NME — que em 2006 e 2007 colocou-a em seu catálogo "Lista dos Mais Populares" — concedeu-lhe o título de "Pior Estilo", fazendo-o novamente no ano seguinte. Em 2010, a cantora lançou uma linha de roupas com a marca Fred Perry. Ao todo, foram dezessete peças desenhadas pela própria e inspiradas nas vestimentas dos anos 1950, como a intérprete relatou. Em 2012, Amy Winehouse foi a inspiração do estilista francês Jean Paul Gaultier em uma coleção exibida na Paris Fashion Week. Gaultier explicou: "Amy Winehouse foi um verdadeiro ícone de estilo! O que ela representa, acima de tudo, é singularidade. Tanto musicalmente quanto em sua maneira de vestir-se, ela reuniu inúmeras influências para moldar o seu estilo".

## Impacto e influência no cenário musical
Sem Amy Winehouse, não haveria Adele, nem Duffy, nem Lady Gaga. Foi ela quem moldou o cenário musical atual mesmo depois de ter-se afastado da música (...) Graças a ela, artistas do sexo feminino tornaram-se credíveis e tiveram voz (...) Amy não introduziu somente um som totalmente novo, ela introduziu uma atitude completamente nova.

—Jornalistas do periódico britânico The Independent a discutir o impacto causado por Amy Winehouse no mercado musical.
Os críticos musicais são unânimes em reconhecer Amy Winehouse como a responsável por resgatar estilos antigos e revigorar a música britânica. Desde a sua estreia com Frank, a cantora foi consagrada pela imprensa, juntamente com Jamie Cullum e Katie Melua, como um dos jovens músicos por trás renascimento do jazz no cenário musical do Reino Unido, mas foi com Back to Black que Winehouse resgatou a música soul e desencadeou a revitalização do gênero nos anos 2000. Uma apreciação do redator Randall Roberts, do Los Angeles Times, é ilustrativa: "Em 2006, a ideia de que um cantor poderia, de alguma forma, ressuscitar ou reformular a música soul de um modo que soasse verdadeira para uma nova geração parecia não só improvável mas também uma má ideia e muito menos que estas canções pudessem ser feitas por uma britânica com um penteado em forma de colmeia torta e sombra à Rainha Cleópatra (...) Um regresso às formas clássicas já borbulhava nos meios underground anglo-saxônicos, mas era completamente ignorado pelo grande público, e Winehouse, com o seu monte de cabelos pretos e braços tatuados, revelou-o com uma atitude em que não se preocupava com as consequências dos seus atos".
De acordo com especialistas, a aclamação comercial conquistada por Winehouse fez com que as gravadoras musicais passassem a procurar por cantores de soul como ela. Os primeiros desses artistas foram Adele e Duffy, seguidos por Paloma Faith e Gabriella Cilmi. Por conseguinte, outras cantoras britânicas receberam atenção por parte dos representantes de gravadores mesmo não interpretando aquele gênero, como no caso de VV Brown, Pixie Lott, Kate Nash e, mais recentemente, Florence + The Machine, La Roux e Little Boots. Essa alteração na preferência da indústria foi percebida pelo repórter Neil McCormick, do The Daily Telegraph, que, em fevereiro de 2008, declarou: "Winehouse não é apenas um gênio musical (...) Ela mudou o cenário musical britânico e preparou o terreno para uma nova geração de jovens cantoras. Amy é extremamente talentosa (...) Amy foi até à origem da música que ama e criou um álbum muito retrô. Por causa disto, o que aconteceu foi que se assistiu a uma mudança nas prioridades da indústria discográfica. Ela voltou a dar prestígio às cantoras. Sabe, Adele não seria chamada de 'estrela de 2008' se não fosse Amy a trazer, de novo, esse tal prestígio".
O repórter Dan Cairns referiu-se ao surgimento dessas cantoras como "ondas pós-Winehouse" no periódico The Times, em 2009, e afirmou que essas artistas foram beneficiadas pela aceitação do público para com Back to Black. "O mercado para as artistas nomeadas ao prêmio Mercury deste ano foi desenvolvido diretamente pelas vendas multimilionárias do disco de Winehouse. A primeira reação das gravadoras ao êxito desse álbum foi procurar por artistas semelhantes (...) Deste modo, todos que, de alguma forma, desenvolvem o seu trabalho no mercado musical (procura de novos talentos, mercadologia, produção, publicidade e aquisição de músicas), ficaram, mais do que nunca, mais sensíveis aos álbuns lançados por artistas femininas", escreveu Cairns. Jornalistas do The Independent afirmaram sobre a importância da intérprete para a cultura pop contemporânea: "Não só a voz de Amy era impecável mas também a sua capacidade de composição era incrível. Ela fez com que fosse possível uma mulher ter sucesso na indústria musical [e] originou milhões de imitações — pensem em Duffy —, mas pensem também em todas aquelas talentosas e maravilhosas mulheres como Florence Welch. Adele vendeu algo como dois álbuns por minuto, este ano. Acham que sem Winehouse a teriam contratado para um segundo álbum?".
Devido ao seu promissor desempenho nas tabelas musicais, especialmente no mercado americano, a cantora é comumente referida como a responsável pela chamada Nova Invasão Britânica liderada por artistas do sexo feminino. Embora Joss Stone tenha sido a pioneira com o seu álbum The Soul Sessions, de 2003, como observou Nathan Hale Williams, do The Daily Voice, Stone não conseguiu fazer o mesmo que Winehouse — obter êxito nas tabelas pop com música soul. Consequentemente, a cantora é reconhecida como a responsável por "abrir o caminho" para que artistas conterrâneas, como Adele, Duffy e Estelle, entre outras, conquistassem êxito na América do Norte. Numa entrevista com a revista People, em 2009, Adele comentou sobre a contribuição de Winehouse para a carreira das cantoras britânicas em território americano: "Amy é um verdadeiro fenômeno (...) Quando ela estava em grande na América, eu e Duffy estávamos conquistando reconhecimento na Inglaterra, e eu penso que [o sucesso de Winehouse] facilitou a nossa trajetória. Considero-a implacável". Em 2010, o rapper americano Jay-Z afirmou em entrevista à rádio BBC que Amy Winehouse revigorou o cenário musical, declarando: "Há uma forte pressão vinda de Londres neste momento, o que é ótimo. Imagino que ela exista desde a época da Amy Winehouse. Quer dizer, desde sempre, mas eu penso que este novo ímpeto teria sido provocado por ela". Charles Aaron, da revista Spin, comentando a influência exercida pela cantora sobre Adele, Corinne Bailey Rae, Eliza Doolittle, entre outras artistas femininas britânicas, escreveu: "Amy Winehouse foi o momento Nirvana para todas estas mulheres. Todas fazem referência à Amy em termos de atitude, estilo musical ou moda".
Além do reconhecimento crítico, Amy Winehouse também conquistou reconhecimento por parte de outros artistas, muitos dos quais a citam como influência em seus trabalhos, como a britânica Adele, que revelou ser Winehouse uma de suas inspirações. "Se não fosse Amy e [o primeiro álbum] Frank, eu não teria pegado numa guitarra, não teria composto 'Daydreamer' ou 'Hometown'... E compus a 'Someone Like You' na guitarra também (...) Se não tivesse ouvido o Frank isto não teria acontecido", revelou Adele. Outras cantoras que mencionaram Winehouse como uma de suas influências foram as americanas Lana Del Rey, que revelou admirá-la por sua "autenticidade inflexível", e Lady Gaga, que lhe atribuiu a mudança a que se assistiu no mercado mainstream e a aceitação do público em relação a artistas não-convencionais, comentando: "Amy mudou a música pop para sempre [... e] representou uma espécie de 'gripe' para a música pop. E todos têm um pouco de 'gripe' e apaixonaram-se por Amy Winehouse. E, agora, quando aparecem outros tipos de 'gripe', [as pessoas] são menos intolerantes". A italiana Nina Zilli comentou sobre a influência de Winehouse em seu trabalho: "Amy fez algo fantástico (...) Foi por meio dela que o R&B e o soul voltaram a ser populares e graças a ela eu pude gravar o meu disco, pois atraiu atenção ao gênero que eu sempre cantei". O britânico Sam Smith revelou, em 2014, que Amy Winehouse foi uma das primeiras cantoras que o impactou, dizendo: "Eu tinha onze anos quando Frank foi lançado e este realmente foi um álbum que moldou a mim como artista e a minha visão e relação com a música, liricamente (...) Ouvir 'Fuck Me Pumps' ao ter onze anos, consegues imaginar? Isto impactou-me imensamente".
A musicista Florence Welch também revelou ser motivada por Winehouse ao assistir a uma de suas primeiras apresentações no festival Glastonbury, dizendo: "Antes de Amy, talvez o festival de Glastonbury fosse mais emblemático como festival de bandas e cantores masculinos. Vê-la atuar fez-me pensar, 'Uau, também há espaço para cantoras-compositoras neste mundo'". A compatriota Ellie Goulding também a creditou por contribuir para a ascensão das artistas femininas britânicas na América, dizendo: "Amy será uma inspiração não apenas por sua música mas também porque ela foi um ícone e uma lenda, [e] ajudou a 'abrir o caminho' para mulheres como eu nos Estados Unidos". O rapper americano Future revelou apreciar a cantora e tê-la escutado enquanto elaborava o seu segundo disco de estúdio, Honest, de 2014. A escocesa Emeli Sandé também foi influenciada por Winehouse enquanto desenvolvia seu disco de estreia, Our Version of Events, de 2012, afirmando: "Amy inspirou-me a escrever melhor e a realmente pôr o meu coração no álbum, a não tentar esconder nada". Winehouse também exerceu influência no disco Uptown Special, de seu produtor musical, Mark Ronson, que lhe dedicou o material, bem como a Teenie Hodges e DJ Mehdi, ambos falecidos, afirmando que a música de todos permanece viva e influenciando-o. Outros artistas influenciados pela cantora são: Dionne Bromfield, Caro Emerald, Jesuton, Rita Ora, Ariana Grande, Alessia Cara, Aurea, Bruno Mars, Jessie J, Karise Eden, Mary J. Blige, Matt Cardle, Rebecca Ferguson e Victoria Justice.

## Cinebiografia
Nos meses posteriores ao falecimento de Amy Winehouse, surgiram diversos rumores nos meios de comunicação sobre supostas cinebiografias em desenvolvimento, inclusive especulações de que Lady Gaga teria sido a escolhida para interpretar Winehouse nos cinemas e Regis Travis seria o diretor. Mitch Winehouse teria, inclusivamente, revelado o seu contentamento para com a ideia de Gaga protagonizar a cantora nos cinemas, no entanto, nada foi confirmado. Somente em abril de 2013 foi noticiado que um filme biográfico sobre Amy Winehouse era elaborado.
A cinebiografia Amy foi realizada pelo cineasta britânico Asif Kapadia, com a produção de James Gay-Reeves e coprodução da editora Universal. Nela, aparecem imagens inéditas de Amy Winehouse, vídeos amadores realizados por pessoas próximas à artista, depoimentos de familiares, amigos e da própria cantora em entrevistas. Também são exibidas imagens do assédio que a cantora sofreu dos paparazzi e da imprensa em geral. O filme estreou oficialmente no dia 16 de maio de 2015, na 68.ª edição do festival de cinema de Cannes, em França, e foi enviado aos cinemas no mês em que Amy Winehouse faleceu. Logo após estrear em Cannes, a produção recebeu aclamação dos críticos cinematográficos e, quando exibido nos cinemas, registrou recordes de bilheteria. Somente no Reino Unido, a produção arrecadou no seu primeiro fim de semana mais de 519 mil libras esterlinas e estabeleceu a melhor estreia de um documentário no período supracitado. Em 7 de agosto, apenas um mês após o seu lançamento, o filme havia arrecadado mais de 3,1 milhões de libras e, no dia 18 do mesmo mês, tornou-se o documentário britânico com a maior bilheteria e o segundo, dentre estrangeiros e britânicos, no ranking de documentários que mais arrecadaram nas bilheterias do país em todos os tempos, com 3,4 milhões, atrás apenas do americano Fahrenheit, 11 de setembro (2004), com 6,5 milhões. Nos Estados Unidos, o filme arrecadou 222 015 dólares em seu primeiro fim de semana ao ser exibido em apenas seis salas de cinema e, após vinte dias de lançamento, aquele valor ultrapassou os sete milhões. Até dezembro de 2015, o filme havia angariado 22 milhões de dólares mundialmente.
No entanto, apesar de toda a aclamação que recebeu, o filme foi extremamente criticado pela família de Amy Winehouse, especialmente por seu pai, que o descreveu como "desequilibrado" e "equivocado". Nele, Mitch foi retratado como ausente, imprudente, oportunista e mercenário. Em contrapartida, a produção destacou-se em diversas premiações pelo globo, conquistando os troféus de "Melhor Documentário em Longa-Metragem", no Oscar de 2016; "Melhor Documentário Musical", no Grammy Awards de 2016; entre outros..

### Back to Black
Em 2024, um filme sobre a história da cantora foi lançado, mas, a produção não foi vista com bons olhos por alguns críticos e fãns da cantora britânica. O filme foi dirigido cineastas de "Cinquenta Tons de Cinza (filme)", e foi alvo de criticas pois foca mais nos escândalos que Amy se envolveu ao longo de sua vida do que em sua carreira musical.
A atuação da atriz Marisa Abela também foi alvo de criticas pois foi tachada como irregular, a artista não consegue demonstrar naturalidade, porém, quando sua personagem entra em um período mais complicado de sua vida Mariza finalmente consegue achar o tom correto, um outro ponto positivo de sua atuação foram suas interpretações de músicas como Rehab (canção de Amy Winehouse), Love is a Losing Game e Tears Dry on Their Own.

## Reconhecimento
Apesar de toda a controvérsia em que se envolveu por conta de seus problemas pessoais, Amy Winehouse recebeu o reconhecimento dos críticos musicais por suas habilidades como musicista. Na lista "60 Maiores Cantoras-Compositoras de Todos os Tempos", elaborada pelo periódico britânico The Daily Telegraph, a intérprete foi posicionada no número dez. Ainda apareceu em 16.º lugar no catálogo "Os Artistas Mais Importantes dos Últimos 20 Anos", da revista Mojo, e, em 2008, ocupou uma posição na lista "Personalidades Mais Influentes da Música da Inglaterra", elaborada pelo The Evening Standard. Devido aos seus feitos musicais, a cantora recebeu uma quantidade de títulos da imprensa internacional, como "Nova Rainha do Soul", "Rainha do Soul Britânico", "Diva do Soul", "Diva do Jazz", e "Rainha do R&B Britânico". Em 2012, a intérprete foi posicionada na 26.ª colocação entre as "100 Grandes Mulheres na Música", do VH1.
Amy Winehouse também provou ser bastante admirada em pesquisas de popularidade realizadas por diversas publicações. Numa enquete realizada com o público americano pelo Entertainment Weekly, por exemplo, a cantora foi escolhida como "Melhor Estreia de 2007", com 41% dos votos, enquanto Back to Black foi eleito "Álbum do Ano" pelos leitores da revista Maxim. No ano seguinte, a intérprete foi eleita a personalidade mais popular entre os britânicos com idade igual ou inferior aos 25 anos, os quais a elegeram "heroína suprema", com base em uma pesquisa realizada pela Sky News. Na votação geral, sem classificação de idades, Winehouse ficou em segundo lugar, atrás somente da falecida Diana, Princesa de Gales.
Em 25 de maio de 2008, foi organizada uma exposição na Mall Galleries pela Royal Society of British Artists em que uma estátua de bronze de Amy Winehouse foi exibida. Na obra, intitulada "Excesso" ("Excess", em inglês) e criada por Guy Portelli, vê-se a cantora, com seu popular penteado, sobre uma grande garrafa de champagne a segurar uma taça e o seu corpo coberto por pequenas pílulas, rodeado por um líquido derramado. Meses depois, uma escultura de cera da cantora foi exposta no museu Madame Tussauds, em Londres. Amy Winehouse não compareceu à cerimônia de inauguração, mas os seus pais o fizeram. A obra está vestida com o mesmo modelo com o qual a cantora compareceu à cerimônia do BRIT Awards de 2007, um curto vestido amarelo e sapatos de salto alto, e com um microfone em mãos.
Em 14 de setembro de 2014, data em que Winehouse completaria 31 anos, foi inaugurada no Stables Market, em Camden Town, ao norte de Londres, uma estátua de bronze em tamanho real da artista. Criada por Scott Eaton, a escultura exibe a artista com uma flor vermelha em seu cabelo e com uma das mãos em sua cintura. Segundo o autor, a obra reflete a atitude e força de Winehouse, mas também revela sinais de insegurança. Compareceram à inauguração os familiares e admiradores de Winehouse. O pai da cantora, Mitch Winehouse, afirmou sobre a obra: "Amy estava apaixonada por Camden e é o local ao qual é associada por seus admiradores de todo o mundo. A família sempre quis que houvesse uma lembrança para ela no local de que mais gostava, [e a estátua] dará aos fãs um lugar para visitar e atrairá pessoas à região".

## Discografia
- Frank (2003)
- Back to Black (2006)
- Lioness: Hidden Treasures (2011)

### Eletrônicas
1. 1 2 3 4  Winehouse, Mitch (2012). Amy, Minha Filha. Brasil: Editora Record. ISBN 978-85-014-0134-2
2. 1 2 3 4 5 6 7  Gordon Smart (24/07/2011). "Amy Winehouse: 1983-2011" (em inglês). The Sun. News UK. Consultado em 30 de dezembro de 2015.
3. 1 2 3 4 5 6 7  Rui Miguel Abreu (23/07/2015). "Amy Winehouse: vida trágica, grande música, talento desperdiçado" (em português). Blitz. Grupo Impresa. Consultado em 30 de dezembro de 2015.
4. 1 2 3  Ellen Tumposky (13/03/2008). "Winehouse's Dad: Amy Suffered From My Affair" (em inglês). People. Time Inc. Consultado em 30 de dezembro de 2015.
5. 1 2 3 4 5  Newkey-Burden, Chas (2008). Amy Winehouse: Biografia. Brasil: Editora Globo. ISBN 978-85-250-4580-5
6. 1 2 3 4 5  Alun Palmer (25/07/2011). "Amy Winehouse: A Talent Dogged by Self Destruction" (em inglês). The Daily Mirror. Trinity Mirror. Consultado em 30 de dezembro de 2015.
7. 1 2  Garry Mulholland (1.º/04/2004). "Charmed and Dangerous" (em inglês). The Observer. Guardian News & Media. Consultado em 30 de dezembro de 2015.
8. 1 2  Johnstone, Nick (2011). Amy, Amy, Amy - A História de Amy Winehouse. Brasil: Madras Editora. ISBN 978-85-370-0648-1
9. ↑  Tahira Yaqoob (13/03/2008). "How My Affair Made Amy Suffer, By Her Father Mitch Winehouse" (em inglês). Daily Mail. DMG Media. Consultado em 30 de dezembro de 2015.
10. 1 2 3 4  Jenny Eliscu (18/08/2011). "Amy Winehouse: 1983 – 2011" (em inglês). Rolling Stone. Wenner Media LLC. Consultado em 30 de dezembro de 2015.
11. ↑  Kathy Iandoli (17/06/2015). "We All Destroyed Amy Winehouse" (em inglês). Pitchfork Media. Condé Nast Media. Consultado em 30 de dezembro de 2015.
12. 1 2 3 4 5 6  Jenny Eliscu (14/06/2007). "Amy Winehouse: The Diva and Her Demons" (em inglês). Rolling Stone. Wenner Media LLC. Consultado em 31 de dezembro de 2015.
13. 1 2 3  Sylvia Young (18/11/2007). "As Amy Winehouse Goes Into Meltdown, Her Former Teacher Makes A Moving Plea" (em inglês). Daily Mail. DMG Media. Consultado em 30 de dezembro de 2015.
14. 1 2 3  Jenny Eliscu (24/07/2011). "Amy Winehouse's Death: A Troubled Star Gone Too Soon" (em inglês). Rolling Stone. Wenner Media LLC. Consultado em 31 de dezembro de 2015.
15. 1 2  Melanie Bromley (14/09/2015). "Saving Amy Winehouse: Singer's Best Friend Wants Her to Be Remembered for Extraordinary Talent, Not Her Tragic Demise" (em inglês). E! Online. E! Entertainment Television. Consultado em 22 de fevereiro de 2016.
16. ↑  "Amy Winehouse: Interview" (em inglês). Access All Areas. 2007. Consultado em 24 de março de 2016.
17. 1 2 3 4 5 6  "Leia trecho da biografia sobre Amy Winehouse, escrita pelo pai da cantora" (em português). 23/07/2012. Universo Online. Grupo Folha. Consultado em 31 de dezembro de 2015.
18. 1 2 3 4 5 6  Kimbel Bouwman (23/02/2004). "Interview with Darcus Beeze, A&R at Island for Amy Winehouse, Sugababes" (em inglês). HitQuarters. Consultado em 31 de dezembro de 2015.
19. 1 2 3 4 5  Jessamy Calkin (2015). "Amy Winehouse: Behind The Controversial Documentary" (em inglês). The Telegraph. Telegraph Media Group. Consultado em 2 de fevereiro de 2016.
20. 1 2  Howard Campbell (31/07/2011). "'She Did It Well' - Jamaican Musician Reflects On Time Spent Working With Amy Winehouse" (em inglês). Jamaica Gleaner. Gleaner Company. Consultado em 2 de fevereiro de 2016.
21. 1 2  Bill Friskics-Warren (20/11/2007). "Amy Winehouse: A 'Frank' Assessment" (em inglês). The Washington Post. Nash Holdings LLC. Consultado em 31 de dezembro de 2015.
22. ↑  Miguel Branco (22/07/2015). "'Amy'. A encantada Miss Winehouse como nunca a vimos" (em inglês). Jornal i. Newshold. Consultado em 31 de dezembro de 2015.
23. ↑  "Amy Winehouse – 'Stronger Than Me'" (em inglês). Amazon.com. Consultado em 2 de fevereiro de 2016.
24. ↑  "Song of the Month: Amy Winehouse, 'Stronger than Me'" (em inglês). The Observer. Guardian News & Media. 19/10/2003. Consultado em 2 de fevereiro de 2016.
25. ↑  Nathan Jolly (14/09/2014). "10 Essential Amy Winehouse Songs" (em inglês). V Music. Channel V Australia. Consultado em 2 de fevereiro de 2016.
26. ↑  "Amy Winehouse – Frank" (em inglês). Amazon.com. Consultado em 2 de fevereiro de 2016.
27. 1 2 3  Sarah McDonnell (3/08/2005). "Interview: Amy Winehouse" (em inglês). MusicOMH. Consultado em 2 de fevereiro de 2016.
28. 1 2 3  John Murphy (20/10/2003). "Album Review: Amy Winehouse – Frank" (em inglês). MusicOMH. Consultado em 2 de fevereiro de 2016.
29. ↑  "UK Albums Chart: Week Oct. 26, 2003" (em inglês). Official Charts Company. Consultado em 2 de fevereiro de 2016.
30. ↑  "UK Albums Chart: Week Feb. 1, 2004" (em inglês). Official Charts Company. Consultado em 2 de fevereiro de 2016.
31. ↑  Sean O'Connell (3/07/2004). "How We Met: John the White Rapper & Amy Winehouse" (em inglês). The Independent. Independent Print Limited. Consultado em 31 de dezembro de 2015.
32. ↑  "Certified Awards: Amy Winehouse - Frank" (em inglês). British Phonographic Industry. Consultado em 18 de fevereiro de 2016.
33. ↑  "UK Singles Chart: Week Jan. 18, 2004" (em inglês). Official Charts Company. Consultado em 18 de fevereiro de 2016.
34. 1 2  Dee Lockett (6/07/2015). "Revisiting the 15 Greatest Amy Winehouse Performances on YouTube" (em inglês). New York Magazine. New York Media, LLC. Consultado em 9 de fevereiro de 2016.
35. ↑  "UK Singles Chart: Week Apr. 11, 2004" (em inglês). Official Charts Company. Consultado em 18 de fevereiro de 2016.
36. ↑  "UK Singles Chart: Week Aug. 29, 2004" (em inglês). Official Charts Company. Consultado em 18 de fevereiro de 2016.
37. ↑  Dimery, Robert (2005). 1001 Albums You Must Hear Before You Die (em inglês). Estados Unidos: Universe Publishing. ISBN 978-0-7893-1371-3
38. ↑  Ramin Setoodeh (16/05/2015). "Cannes: 9 Big Secrets from the Amy Winehouse Documentary" (em inglês). Variety. Penske Media Corporation. Consultado em 8 de março de 2016.
39. 1 2 3 4  Jacqui Swift (26/10/2006). "Wine, Woman and Song" (em inglês). The Sun. News UK. Consultado em 2 de fevereiro de 2016.
40. 1 2  Robert Sandall (27/07/2008). "Can Amy Winehouse be saved?" (em inglês). The Sunday Times. News UK. Consultado em 2 de fevereiro de 2016.
41. 1 2 3 4 5  Jim Carroll (1.º/12/2006). "From the Archive: Amy Winehouse, Act Two - 'This Yime, I Know What Is Going On'" (em inglês). The Irish Times. Irish Times Trust. Consultado em 2 de fevereiro de 2016.
42. 1 2 3 4 5  Dorian Lynskey (26/06/2015). "Billboard Cover: Sam Smith, Mark Ronson and More on Amy Winehouse's Lasting Legacy, Tragic End and Eye-Opening New Documentary" (em inglês). Billboard. Nielsen Business Media, Inc. Consultado em 2 de fevereiro de 2016.
43. 1 2 3 4 5  Marcus Dunk (10/08/2007). Amy's Downward Spiral" (em inglês). The Daily Express. Northern & Shell Media. Consultado em 2 de fevereiro de 2016.
44. ↑  Clemmie Moodie (27/07/2006). "Amy, The Artist Formerly Known as Buxom" (em inglês). Daily Mail. DMG Media. Consultado em 2 de fevereiro de 2016.
45. 1 2  Laura Leebove (17/11/2010). "Six Degrees of Amy Winehouse’s Back to Black" (em inglês). eMusic. Consultado em 2 de fevereiro de 2016.
46. 1 2  Joshua Klein (28/03/2007). "Album Review: Amy Winehouse - Back to Black" (em inglês). Pitchfork Media. Condé Nast Media. Consultado em 2 de fevereiro de 2016.
47. ↑  Sal Cinquemani (2/03/2007). "Album Review: Amy Winehouse - Back to Black" (em inglês). Slant Magazine. Consultado em 2 de fevereiro de 2016.
48. ↑  Caroline Sullivan (14/09/2006). "Music Review: Amy Winehouse - Bloomsbury Ballroom, London" (em inglês). The Guardian. Guardian News & Media. Consultado em 2 de fevereiro de 2016.
49. ↑  "Amy Winehouse – 'Rehab'" (em inglês). Amazon.com. Consultado em 2 de fevereiro de 2016.
50. ↑  John Dingwall (27/10/2006). "Singles Review: Amy Winehouse - 'Rehab'" (em inglês). The Daily Record. Trinity Mirror. Consultado em 2 de fevereiro de 2016.
51. ↑  Justin Myers (6/09/2014). "Official Charts pop Gem #72: Amy Winehouse – Back to Black" (em inglês). Official Charts Company. Consultado em 2 de fevereiro de 2016.
52. ↑  "VG-Lista Singles Chart - Week 6, 2007 Arquivado em 26 de abril de  2016, no Wayback Machine." (em norueguês). VG-Lista. Consultado em 11 de abril de 2016.
53. ↑  John Murphy (30/10/2006). "Album Review: Amy Winehouse – Back to Black" (em inglês). MusicOMH. Consultado em 2 de fevereiro de 2016.
54. ↑  Alan Jones (5/11/2006). "Girls Aloud Topple Robbie From Album Summit" (em inglês). Music Week. Intent Media. Consultado em 2 de fevereiro de 2016.
55. ↑  "UK Albums Chart: Week Jan. 14, 2007" (em inglês). Official Charts Company. Consultado em 2 de fevereiro de 2016.
56. ↑  John Robinson (11 de novembro de 2006). "Pop Music Preview" (em inglês). The Guardian. Guardian News & Media. Consultado em 2 de fevereiro de 2016.
57. ↑  John Harris (1.º/12/2006). "The Year of Amy" (em inglês). The Guardian. Guardian News & Media. Consultado em 2 de fevereiro de 2016.
58. 1 2 3  "Profile: Amy Winehouse" (em inglês). BBC News. British Broadcasting Corporation. 29/07/2008. Consultado em 2 de fevereiro de 2016.
59. ↑  "Boozy Wino Finds Her Mojo" (em inglês). Metro. DMG Media. 18/06/2007. Consultado em 2 de fevereiro de 2016.
60. ↑  Kev Kharas (21/11/2006). "NME Cool List 2006: Are You In It?" (em inglês). Drowned In Sound. Consultado em 2 de fevereiro de 2016.
61. ↑  "Amy Winehouse – 'You Know I'm No Good'" (em inglês). Amazon.com. Consultado em 2 de fevereiro de 2016.
62. ↑  "UK Singles Chart: Week Jan. 14, 2007" (em inglês). Official Charts Company. Consultado em 2 de fevereiro de 2016.
63. ↑  Daniel Melia (8/01/2007). "Amy Winehouse Is Sick At G-A-Y" (em inglês). Gigwise. Consultado em 2 de fevereiro de 2016.
64. ↑  "Brit Awards 2007: List of Winners" (em inglês). BBC News . British Broadcasting Corporation. 13/02/2007. Consultado em 19 de março de 2016.
65. ↑  Bryony Gordon (16/02/2007). "Outrageous, But Out of This World". (em inglês). The Daily Telegraph. Telegraph Media Group. Consultado em 25 de maio de 2016.
66. 1 2  John Walsh (17/02/2007). "Amy Winehouse: Beehive with Attitude" (em inglês). The Independent. Independent Print Limited. Consultado em 2 de fevereiro de 2016.
67. ↑  "UK Albums Chart: Week Feb. 25, 2007" (em inglês). Official Charts Company. Consultado em 2 de fevereiro de 2016.
68. ↑  Denise Winterman (17/03/2008). "Who'd Be a pop Star's Parent? (em inglês). BBC News. British Broadcasting Corporation. Consultado em 11 de abril de 2016.
69. ↑  Ian Youngs (15/01/2008). "Brit Awards Take Pick of the pops (em inglês). BBC News. British Broadcasting Corporation. Consultado em 11 de abril de 2016.
70. 1 2 3 4  Teresa Wiltz (7/02/2007). "100-Proof Voice" (em inglês). The Washington Post. Nash Holdings LLC. Consultado em 12 de março de 2016.
71. ↑  «Billboard: Return of the Beehive]». Nielsen Business Media, Inc. Billboard. 119 (4): 78. 27 de janeiro de 2007. ISSN 0006-2510
72. ↑  Joanna Walters (18/03/2007). "New Fab Four On Track To Rock The US" (em inglês). The Observer. Guardian News & Media. Consultado em 2 de fevereiro de 2016.
73. ↑  J. Freedom du Lac (13/03/2007). "That Winehouse Buzz? Believe It" (em inglês). The Washington Post. Nash Holdings LLC. Consultado em 2 de fevereiro de 2016.
74. ↑  James Montgomery (5/05/2007). "Amy Winehouse Would ‘Drop Everything’ To Honor Prince’s Offer; Hopes Nas, Busta Like Her Too" (em inglês). MTV. Viacom Media Networks. Consultado em 31 de dezembro de 2015.
75. ↑  Rosie Swash (22/03/2007). "Amy Winehouse A Hit In America" (em inglês). The Guardian. Guardian News & Media. Consultado em 2 de fevereiro de 2016.
76. ↑  «Billboard Charts: The Hot Box - British Invasion]». Nielsen Business Media, Inc. Billboard. 119 (13): 53. 31 de março de 2007. ISSN 0006-2510
77. ↑  "Amy Winehouse Announces U.S. Tour While Her Song Rehab Soars to Top Ten" (em inglês). Business Wire. Berkshire Hathaway, Inc. 21/06/2007. Consultado em 5 de fevereiro de 2016.
78. ↑  "Amy Winehouse's First Two Albums, Frank And Grammy-Winning Back to Black, Get Digitally Remastered By UMe" (em inglês). PR Newswire. Universal Music Enterprises. 28/07/2015. Consultado em 19 de fevereiro de 2016.
79. ↑  "Vivendi 2007/2008 At a Glance" (em inglês). Vivendi S.A. 2008. Consultado em 22 de fevereiro de 2016.
80. ↑  "UK Music in the International Market" (em inglês). British Phonographic Industry. 2012. Consultado em 22 de fevereiro de 2016.
81. 1 2  Iain Gray (2/11/2007). "Amy Winehouse Wins at the MTV Europe Music Awards" (em inglês). The Daily Telegraph. Telegraph Media Group. Consultado em 2 de fevereiro de 2016.
82. ↑  Daniel Kreps (15/11/2007). "Amy Winehouse Delights Booing U.K. Audience With Drunk, Tear-Filled Performance" (em inglês). Rolling Stone. Wenner Media LLC. Consultado em 16 de fevereiro de 2016.
83. 1 2  Lars Brandle (28/11/2007). "Winehouse Cancels 2007 Dates, Appearances" (em inglês). Billboard. Nielsen Business Media, Inc. Consultado em 14 de março de 2016.
84. ↑  Courtney Rubin (30/08/2007). "Amy Winehouse Cancels Her MTV Appearance" (em inglês). People. Time Inc. Consultado em 2 de fevereiro de 2016.
85. 1 2  Tom Ayres (23/07/2011). "Amy Winehouse 1983-2011: Obituary" (em inglês). Digital Spy. Hearst Magazines UK. Consultado em 27 de março de 2016.
86. 1 2  Ben Sisario (23/07/2011). "Amy Winehouse, British Soul Singer With a Troubled Life, Dies at 27" (em inglês). The New York Times. The New York Times Company. Consultado em 20 de dezembro de 2015.
87. ↑  Jason Gregory (1.º/11/2007). "Amy Winehouse Slurs Through Performance At MTV EMA's" (em inglês). Gigwise. Gigwise LTD. Consultado em 2 de fevereiro de 2016.
88. ↑  Mark Beech (23/07/2011). "Amy Winehouse, Grammy-Winning Soul, Jazz Singer, Dies at 27" (em inglês). Bloomberg News. Bloomberg L.P. Consultado em 22 de fevereiro de 2016.
89. ↑  Tom Thorogood (4/09/2007). "Mercurys - Will Amy Show?" (em inglês). MTV News. Viacom Media Networks. Consultado em 16 de fevereiro de 2016.
90. ↑  Lars Brandle (4/09/2007). "Klaxons Win Nationwide Mercury Prize" (em inglês). Billboard. Nielsen Business Media, Inc. Consultado em 16 de fevereiro de 2016.
91. 1 2  Kathryn Bromwich (14/06/2015). "Amy Winehouse's Manager Nick Shymansky: 'She'd Be So Sweet and Funny. But There Were Warning Signs…'" (em inglês). The Observer. Guardian News & Media. Consultado em 16 de fevereiro de 2016.
92. ↑  "Mark Ronson feat. Amy Winehouse – 'Valerie'" (em inglês). Amazon.com. Consultado em 2 de fevereiro de 2016.
93. ↑  "UK Singles Chart: Week Oct. 21, 2007" (em inglês). Official Charts Company. Consultado em 9 de fevereiro de 2016.
94. ↑  "Mutya Buena – Real Girl" (em inglês). Amazon.com. Consultado em 9 de fevereiro de 2016.
95. ↑  UK Singles Chart: Week Aug. 19, 2007" (em inglês). Official Charts Company. Consultado em 2 de fevereiro de 2016.
96. ↑  "UK Singles Chart: Week May. 6, 2007" (em inglês). Official Charts Company. Consultado em 2 de fevereiro de 2016.
97. ↑  "UK Singles Chart: Week Dec. 16, 2007" (em inglês). Official Charts Company. Consultado em 2 de fevereiro de 2016.
98. 1 2  "Music Review: Amy Winehouse, Back to Black (Deluxe Edition)" (em inglês). Western Mail. Trinity Mirror. 9/11/2007. Consultado em 2 de fevereiro de 2016.
99. ↑  "NME Revies - DVD Special - Amy Winehouse: I Told You I Was Trouble" (em inglês). NME. Time Inc. UK. 23/11/2007. Consultado em 9 de fevereiro de 2016.
100. 1 2 3 4 5  Mike Joseph (19/11/2007). "Album Review: Amy Winehouse - Frank" (em inglês). PopMatters. Consultado em 12 de março de 2016.
101. ↑  Chris Harris (28/11/2007). "‘American Idol’ Champ Jordin Sparks Fails To Ignite The Charts, Barely Cracking Billboard Top 10" (em inglês). MTV. Viacom Media Networks. Consultado em 5 de fevereiro de 2016.
102. ↑  Karen Heller (12/12/2007). "The Ruin of a Talent, Shrilly Told by Tabloids" (em inglês). The Philadelphia Inquirer. Philadelphia Media Network. Consultado em 9 de fevereiro de 2016.
103. 1 2  Courtney Rubin e Kate Stroup (11/02/2008). "Amy Winehouse: 'I'm So Proud and Happy'" (em inglês). People. Time Inc. Consultado em 2 de fevereiro de 2016.
104. ↑  Mike Nizza (7/02/2008). "Amy Winehouse Denied Entry to U.S." (em inglês). The New York Times. The New York Times Company. Consultado em 2 de fevereiro de 2016.
105. ↑  Associated Press (8/02/2008). "Amy Winehouse to Perform at Grammys Via Satellite After Visa Request Is Denied" (em inglês). Fox News. Fox Entertainment Group, Inc. Consultado em 2 de fevereiro de 2016.
106. ↑  "Grammy 2008 Winners List" (em inglês). MTV News. Viacom Media Networks. 10/02/2008. Consultado em 2 de fevereiro de 2016.
107. ↑  "Now That's Entertaining" (em inglês). The Daily Record. Trinity Mirror. 15/09/2008. Consultado em 2 de fevereiro de 2016.
108. ↑  Steve Gorman e Philip Barbara (11/02/2008). "Amy Winehouse Wins Grammy for Best New Artist" (em inglês). Reuters. Consultado em 2 de fevereiro de 2016.
109. ↑  "Winehouse Grammy Gig Up For Creative Business Honour" (em inglês). Contact Music. World Entertainment News Network. 15/01/2009. Consultado em 2 de fevereiro de 2016.
110. ↑  Ann Donahue (12/02/2008). "Byte-Sized Gains: Digital Sales Add To Awards Show Haul" (em inglês). Billboard. Nielsen Business Media, Inc. Consultado em 2 de fevereiro de 2016.
111. ↑  Nick Levine (20/02/2008). "In Full: Brit Awards 2008 Winners" (em inglês). Digital Spy. Hearst Magazines UK. Consultado em 9 de fevereiro de 2016.
112. 1 2  Jumana Farouky (21/02/2008). "Amy Winehouse's Big Night Out" (em inglês). Time Out. Time Out Group LTD. Consultado em 9 de fevereiro de 2016.
113. ↑  Ben Quinn (23/05/2008). "Amy Winehouse Misses Beat for Ivor Novello Award" (em inglês). The Times. News UK. Consultado em 9 de fevereiro de 2016.
114. ↑  Peter Norman (27/04/2008). "Amy Winehouse Hits Rich List" (em inglês). People. Time Inc. Consultado em 8 de fevereiro de 2016.
115. ↑  "Amy Winehouse Nominated for Six Grammy Awards" (em inglês). Reuters/Business Wire. 6/12/2007. Consultado em 2 de fevereiro de 2016.
116. 1 2  Claire Hoffman (10/07/2008). "Up All Night With Amy Winehouse" (em inglês). Rolling Stone. Wenner Media LLC. Consultado em 19 de fevereiro de 2016.
117. 1 2  Wesley Johnson (11/02/2008). "Record Grammy Haul for Absent Amy Winehouse" (em inglês). The Independent. Independent Print Limited. Consultado em 19 de fevereiro de 2016.
118. ↑  Robin Murray (17/04/2009). "Amy Winehouse To Write Book" (em inglês). Clash Music. Music Republic LTD. Consultado em 19 de fevereiro de 2016.
119. 1 2  Ben Dowell e James Robinson (1.º/05/2009). "Amy Winehouse Wins Court Ban on Paparazzi at Her Home" (em inglês). The Guardian. Guardian News & Media. Consultado em 19 de fevereiro de 2016.
120. ↑  Anthony Osei (16/09/2011). "Listen: Nas & Amy Winehouse 'Just Friends (Urban Noize Remix)'" (em inglês). Complex. Hearst Corporation. Consultado em 19 de fevereiro de 2016.
121. ↑  Paul Sexton (3/04/2008). "Winehouse Notches Up 13th Week At Euro Chart Peak" (em inglês). Billboard. Nielsen Business Media, Inc. Consultado em 19 de fevereiro de 2016.
122. ↑  "IFPI Platinum Europe Awards: Recording Industry in Numbers" (em inglês). International Federation of the Phonographic Industry. 2008. Consultado em 4 de fevereiro de 2016.
123. ↑  Peter Kafka (15/05/2008). "Universal Music Group: God, Do We Love Amy Winehouse!" (em inglês). Business Insider. Axel Springer SE. Consultado em 4 de fevereiro de 2016.
124. ↑  Jason Gregory (7/01/2009). "Coldplay, AC/DC, Leona Lewis, Amy Winehouse Dominate Global Album Sales" (em inglês). Gigwise. Gigwise LTD. Consultado em 19 de fevereiro de 2016.
125. ↑  "Business Big Shot: Amy Winehouse" (em inglês). The Times. News UK. 2/09/2008. Consultado em 18 de fevereiro de 2016.
126. 1 2  Tim Jonze (8/09/2008). "Bestival Review: Amy Winehouse" (em inglês). The Guardian. Guardian News & Media. Consultado em 24 de março de 2016.
127. ↑  Silvia Pereira (31/05/2008). "Amy Winehouse no Rock In Rio: não foi o dia dela" (em português). Público. Público Comunicação Social S. A. Consultado em 19 de fevereiro de 2016.
128. ↑  Ian Youngs (18 de agosto de 2008). "United Front for The Verve at V" (em inglês). BBC News. British Broadcasting Corporation. Consultado em 19 de fevereiro de 2016.
129. 1 2  "Amy Winehouse recebe proposta de US$ 2 milhões para show privado" (em inglês). G1. Globo.com. 28/07/2008. Consultado em 19 de fevereiro de 2016.
130. ↑  Veronica Schmidt (23/06/2008). "Amy Winehouse Diagnosed With Emphysema" (em inglês). The Times. News UK. Consultado em 25 de fevereiro de 2016.
131. ↑  Jason Gregory (13/07/2009). "Amy Winehouse 'Returns To The UK For Court Appearance'" (em inglês). Gigwise. Gigwise LTD. Consultado em 19 de fevereiro de 2016.
132. ↑  Simon Perry (23/02/2009). "Amy Winehouse: Still in St. Lucia!" (em inglês). People. Time Inc. Consultado em 19 de fevereiro de 2016.
133. 1 2  Jason Gregory (23/03/2009). "Amy Winehouse's Record Label 'Reject New Reggae Songs'" (em inglês). Gigwise. Gigwise LTD. Consultado em 19 de fevereiro de 2016.
134. ↑  Melissa Goldstein (13/04/2009). "Amy Winehouse to Collaborate with Gorillaz?" (em inglês). Spin. Spin Media. Consultado em 19 de fevereiro de 2016.
135. ↑  Scott Colothan (21/09/2009). "Amy Winehouse Launches Her Own Motown-Inspired Record Label" (em inglês). Gigwise. Gigwise LTD. Consultado em 19 de fevereiro de 2016.
136. ↑  Robin Murray (23/03/2009). "Winehouse And Ronson To Enter Studio" (em inglês). Clash Music. Consultado em 19 de fevereiro de 2016.
137. ↑  Justin Jacobs (9/10/2009). "Amy Winehouse to Release New Album in 2010?" (em inglês). Paste Magazine. Consultado em 19 de fevereiro de 2016.
138. ↑  Gil Kaufman (15/07/2010). "Amy Winehouse Says New Album Will Be Out By January" (em inglês). MTV News. Viacom Media Networks. Consultado em 19 de fevereiro de 2016.
139. 1 2  Mariana Tramontina (16/01/2011). "Em último show no Brasil, Amy Winehouse transforma seu universo intenso em poucas emoções" (em português). Uol Entretenimento. Universo Online. Consultado em 25 de fevereiro de 2016.
140. ↑  Daniel Kreps (24/08/2009). "Amy Winehouse Returns to the Stage With the Specials at V Fest" (em inglês). Rolling Stone. Wenner Media LLC. Consultado em 16 de fevereiro de 2016.
141. ↑  "Strictly Come Dancing: Amy Winehouse to Sing on Show" (em inglês). The Daily Telegraph. Telegraph Media Group. 6/10/2009. Consultado em 9 de fevereiro de 2016.
142. ↑  "Amy Winehouse Misses Her Cue at Q Awards" (em inglês). The Daily Telegraph. Telegraph Media Group. 26/10/2009. Consultado em 9 de fevereiro de 2016.
143. ↑  Mawuse Ziegbe (7/07/2010). "Amy Winehouse Gives Surprise Performance At Mark Ronson Gig" (em inglês). MTV News. Viacom Media Networks. Consultado em 19 de fevereiro de 2016.
144. ↑  Monica Herrera (2/11/2010). "Amy Winehouse Song for Quincy Jones, 'It's My Party,' Leaks" (em inglês). Billboard. Nielsen Business Media, Inc. Consultado em 19 de fevereiro de 2016.
145. ↑  "Amy Earns £1M For Comeback Gig" (em inglês). MTV News. Viacom Media Networks. 18/12/2010. Consultado em 19 de fevereiro de 2016.
146. ↑  Sarah Marie Pittman (17/11/2010). "Amy Winehouse Announces Brazil Tour" (em inglês). Pollstar. Consultado em 19 de fevereiro de 2016.
147. ↑  Jason Gregory (12/02/2011). "Amy Winehouse Booed As She Plays Dubai Gig" (em inglês). Gigwise. Gigwise LTD. Consultado em 19 de fevereiro de 2016.
148. ↑  Adam Bychawski (25/03/2011). "Amy Winehouse's Tony Bennett Duet to Come Out in September" (em inglês). NME. Time Inc. UK. Consultado em 19 de fevereiro de 2016.
149. ↑  Monique Jessen (27/05/2011). "Amy Winehouse Is Back in Rehab" (em inglês). People. Time Inc. Consultado em 19 de fevereiro de 2016.
150. ↑  "Amy Winehouse Checks Out of Rehab After 1 Week" (em inglês). Us Weekly. Wenner Media LLC. 2/06/2011. Consultado em 19 de fevereiro de 2016.
151. 1 2 3  Gil Kaufman (20/06/2011). "Amy Winehouse Cancels Dates After Disastrous Belgrade Show" (em inglês). MTV News. Viacom Media Networks. Consultado em 19 de fevereiro de 2016.
152. ↑  Holly Frith (20/06/2011). "Amy Winehouse 'Too Drunk' To Perform At Belgrade Show" (em inglês). Gigwise. Gigwise LTD. Consultado em 19 de fevereiro de 2016.
153. 1 2  "Amy Winehouse zaštitari su natjerali da izađe na pozornicu" (em croata). Večernji List. Styria Media Group. 23/06/2011. Consultado em 19 de fevereiro de 2016.
154. ↑  Randall Roberts (23/07/2011). "Soul Singer Amy Winehouse Found Dead in her London Home" (em inglês). Los Angeles Times. Tribune Publishing. Consultado em 19 de fevereiro de 2016.
155. 1 2  "Amy Winehouse Found Dead In London Home" (em inglês). Sky News. Sky PLC. 24/07/2011. Consultado em 19 de fevereiro de 2016.
156. 1 2 3  David Browne (11/11/2011). "Amy Winehouse's Last Days and Lost Music" (em inglês). Rolling Stone. Wenner Media LLC. Consultado em 19 de fevereiro de 2016.
157. ↑  Joana Tadeu (17/11/2011). "O último dia de vida de Amy Winehouse (em português). Rádio e Televisão de Portugal. Consultado em 25 de fevereiro de 2016.
158. ↑  Aurelie Raya (12/11/2011). "Las últimas horas de Amy Winehouse" (em castelhano). El País. Consultado em 8 de março de 2016.
159. 1 2  Caroline Davies (26/10/2011). "Amy Winehouse Inquest Records Verdict of Misadventure" (em inglês). The Guardian. Guardian News & Media. Consultado em 19 de fevereiro de 2016.
160. 1 2  "Amy Winehouse Found Dead" (em inglês). The Daily Mirror. Trinity Mirror. 23/07/2011. Consultado em 19 de fevereiro de 2016.
161. ↑  Alexandra Topping (27/07/2011). "Amy Winehouse: The Last Days of the Good-Time Girl Who Did Not Want Fame" (em inglês). The Guardian. Guardian News & Media. Consultado em 19 de fevereiro de 2016.
162. ↑  "Amy Winehouse Post-Mortem Takes Place" (em inglês). BBC News. British Broadcasting Corporation. 25/07/2011. Consultado em 19 de fevereiro de 2016.
163. ↑  Gil Kaufman (26/10/2011). "Amy Winehouse’s Death: Alcohol Expert Weighs In" (em inglês). MTV News. Viacom Media Networks. Consultado em 25 de fevereiro de 2016.
164. ↑  Gordon Smart, Mike Sullivan, Neil Millard e Alex West (24/07/2011). "Amy Lay Dead for 6 Hours" (em inglês). The Sun. News UK. Consultado em 25 de fevereiro de 2016.
165. 1 2  Paul Sonne e Ethan Smith (25/07/2011). "Troubled Singer, Famous for Husky Voice, Dies at 27" (em inglês). The Wall Street Journal. News Corporation. Consultado em 12 de março de 2016.
166. 1 2  Gil Kaufman (26/07/2011). "Amy Winehouse Funeral Held In London" (em inglês). MTV News. Viacom Media Networks. Consultado em 19 de fevereiro de 2016.
167. ↑  Steve Baltin (23/07/2011). "Courtney Love on Amy Winehouse: 'I'm Gutted'" (em inglês). Rolling Stone. Wenner Media LLC. Consultado em 19 de fevereiro de 2016.
168. ↑  Jess Satherley (24/07/2011). " "Left Bereft by Their Loss: Family's Tribute to Amy Winehouse as Fans Create a Shrine Outside Her Flat" (em inglês). Daily Mail. DMG Media. Consultado em 19 de fevereiro de 2016.
169. 1 2  Holly Frith (31/07/2011). "Amy Winehouse's 'Back To Black' Returns To UK Album Chart Number One Spot" (em inglês). Gigwise. Gigwise LTD. Consultado em 19 de fevereiro de 2016.
170. ↑  Jen Chaney e Sarah Anne Hughes (23/07/2011). "Amy Winehouse, Jimi Hendrix, Kurt Cobain and the 27 Club" (em inglês). The Washington Post. Nash Holdings LLC. Consultado em 19 de fevereiro de 2016.
171. 1 2  Glen Levy (26/07/2011). "'Good Night, My Angel': Friends and Family Gather for Amy Winehouse’s Funeral" (em inglês). Time. Time Inc. Consultado em 19 de fevereiro de 2016.
172. ↑  Jocelyn Vena (3/08/2011). "Amy Winehouse, Tony Bennett Song Royalties To Go To Charity" (em inglês). MTV News. Viacom Media Networks. Consultado em 8 de março de 2016.
173. ↑  Adam Bychawski (17/12/2012). "Inquest Into Amy Winehouse Death to be Reheard" (em inglês). NME. Time Inc. UK. Consultado em 8 de março de 2016.
174. ↑  Adam Bychawski (8/01/2013). "Second Inquest Into Amy Winehouse's Death Confirms Original Verdict" (em inglês). NME. Time Inc. UK. Consultado em 8 de março de 2016.
175. ↑  Adam Bychawski (23/06/2013). "Amy Winehouse Killed by Bulimia, Says Brother" (em inglês). NME. Time Inc. UK. Consultado em 8 de março de 2016.
176. 1 2  "Amy Winehouse's Death: Will Her Third Album Be Released?" (em inglês). The Hollywood Reporter. Prometheus Global Media. 24/07/2011. Consultado em 21 de fevereiro de 2016.
177. ↑  Sarah Bull (25/07/2011). "Amy Winehouse's Back to Black Re-Enters the Album Charts After her Tragic Death" (em inglês). Daily Mail. DMG Media. Consultado em 19 de fevereiro de 2016.
178. ↑  Paul Sexton (8/08/2011). "Amy Winehouse Tops U.K. Album Chart; Cher Lloyd's Single Has 'Swagger'" (em inglês). Billboard. Nielsen Business Media, Inc. Consultado em 21 de fevereiro de 2016.
179. ↑  Peter Walker (31/07/2011). "Amy Winehouse's Back to Black Tops UK Album Chart" (em inglês). The Guardian. Guardian News & Media. Consultado em 19 de fevereiro de 2016.
180. ↑  Keith Caulfield (27/07/2011). "Amy Winehouse's Back to Black No. 9 on Billboard Charts" (em inglês). The Hollywood Reporter. Prometheus Global Media. Consultado em 19 de fevereiro de 2016.
181. ↑  Gil Kaufman (3/08/2011). "Amy Winehouse Back At #4 On Billboard 200" (em inglês). MTV News. Viacom Media Networks. Consultado em 21 de fevereiro de 2016.
182. ↑  Holly Frith (25/08/2011). "Amy Winehouse's Back to Black Becomes UK's Highest Selling Album This Century" (em inglês). Gigwise. Gigwise LTD. Consultado em 19 de fevereiro de 2016.
183. 1 2  "Vivendi Anual Report - 2011" (em inglês). Vivendi S.A. 2012. Consultado em 22 de fevereiro de 2016.
184. ↑  Julian Kimble (13/09/2013). "Interview: Amy Winehouse's Father Mitch Winehouse Talks About Her Legacy" (em inglês). Complex. Hearst Corporation. Consultado em 14 de março de 2016.
185. ↑  Cassandra Vinograd (31/10/2011). "Amy Winehouse's Third Album, Lioness, Coming in December" (em inglês). Billboard. Nielsen Business Media, Inc. Consultado em 21 de fevereiro de 2016.
186. ↑  "Amy Winehouse – Lioness: Hidden Treasures" (em inglês). Amazon.com. Consultado em 21 de fevereiro de 2016.
187. ↑  Gil Kaufman (31/10/2011). "Amy Winehouse Posthumous Album Due In December" (em inglês). MTV News. Viacom Media Networks. Consultado em 21 de fevereiro de 2016.
188. ↑  Alison Maloney (24/08/2011). "Bennett's VMA Tribute to Amy" (em inglês). The Sun. News UK. Consultado em 21 de fevereiro de 2016.
189. ↑  "Critic Reviews: Amy Winehouse - Lioness: Hidden Treasures" (em inglês). Metacritic. CBS Interactive Inc. Consultado em 8 de março de 2016.
190. ↑  "Official Album Chart Analysis: Sales Hit New 2011 High" (em inglês). Music Week. Intent Media. 12/12/2011. Consultado em 21 de fevereiro de 2016.
191. 1 2  "Michael Buble's 'Christmas' Stays Atop Billboard 200, Black Keys Hit No. 2" (em inglês). Billboard. Nielsen Business Media, Inc. 14/12/2011. Consultado em 21 de fevereiro de 2016.
192. ↑  Dan Lane (11/12/2011). "Amy’s Lioness: Queen Of The Official Albums Chart" (em inglês). Official Charts Company. Consultado em 21 de fevereiro de 2016.
193. ↑  Paul Sexton (3/01/2012). "UK's Top Selling 2011 Albums and Singles: By the Numbers" (em inglês). Billboard. Nielsen Business Media, Inc. Consultado em 22 de fevereiro de 2016.
194. ↑  Liz Barker (21/11/2011). "New Video: Amy Winehouse, ‘Our Day Will Come’" (em inglês). MTV News. Viacom Media Networks. Consultado em 22 de fevereiro de 2016.
195. ↑  Holly Frith (20/11/2011). "Amy Winehouse 'Our Day Will Come' Video Unveiled - Watch" (em inglês). Gigwise. Gigwise LTD. Consultado em 19 de fevereiro de 2016.
196. ↑  "UK Singles Chart: Week Dec. 11, 2011". (em inglês). Official Charts Company. Consultado em 22 de fevereiro de 2016.
197. ↑  Associated Press (12/02/2012). "Amy Winehouse's Dad Accepts Grammy: 'We Shouldn't Be Here'" (em inglês). Billboard. Nielsen Business Media, Inc. Consultado em 22 de fevereiro de 2016.
198. ↑  "Amy Winehouse – At The BBC" (em inglês). Amazon.com. Consultado em 8 de março de 2016.
199. ↑  Carl Williott (21/09/2012). "'Amy Winehouse At The BBC' Box Set Announced: Watch The Trailer" (em inglês). Idolator. SpinMedia. Consultado em 8 de março de 2016.
200. ↑  David Renshaw (21/09/2012). "Four Disc Amy Winehouse At The BBC Collection To Be Released" (em inglês). Gigwise. Gigwise LTD. Consultado em 8 de março de 2016.
201. ↑  Adam Bychawski (21/09/2012). "'Amy Winehouse At The BBC' Boxset Announced" (em inglês). NME. Time Inc. UK. Consultado em 8 de março de 2016.
202. ↑  Priya Elan (22/11/2012). "NME Reviews - Amy Winehouse - 'At The BBC'" (em inglês). NME. Time Inc. UK. Consultado em 8 de março de 2016.
203. ↑  "Music Charts: Amy Winehouse - At The BBC" (em inglês). aCharts. Consultado em 8 de março de 2016.
204. ↑  Will Butler (9/10/2015). "Amy Winehouse's Legacy Is Being Milked For a Profit Again" (em inglês). Gigwise. Gigwise LTD. Consultado em 20 de março de 2016.
205. ↑  "UK Albums Chart: Week Nov. 6, 2015" (em inglês). Official Charts Company. Consultado em 20 de março de 2016.
206. 1 2 3 4  Bruce Benderson (2/03/2016). "Why Amy Winehouse Played a Losing Game?" (em inglês). Out. Here Media Inc. Consultado em 10 de março de 2016.
207. 1 2  "Cultural Evolution" (em inglês). The Journal. Trinity Mirror. 21/03/2004. Consultado em 25 de fevereiro de 2016.
208. 1 2  "Amy Winehouse: In Her Own Words" (em inglês). The Guardian. Guardian News & Media. 22/07/2012. Consultado em 30 de dezembro de 2015.
209. ↑  Paul Jeffrey (3/08/2007). "Amy Winehouse: Blake and I are Mr and Mrs Normal!" (em inglês). Daily Mail. DMG Media. Consultado em 19 de fevereiro de 2016.
210. ↑  Jason Newman (27/10/2015). "Amy Winehouse's Early Rap Career Explored in Bonus Documentary Footage" (em inglês). Rolling Stone. Wenner Media LLC. Consultado em 8 de março de 2016.
211. ↑  "Relembre cinco covers gravados por Amy Winehouse" (em português). Zero Hora. Grupo RBS. 23/07/2014. Consultado em 20 de março de 2016.
212. ↑  Créditos do álbum Back to Black (2006) por Amy Winehouse. Universal/Island Records.
213. 1 2 3 4 5 6  Jesse Serwer (25/07/2011). "Amy In The Sun: The Other (Caribbean) Side of Amy Winehouse" (em inglês). LargeUp. Consultado em 14 de março de 2016.
214. ↑  Callum McGeoch (25/07/2011). "Amy Winehouse: 1983-2011" (em inglês). Dazed Digital. Waddell Limited. Consultado em 14 de março de 2016.
215. ↑  Claire Suddath (25/07/2011). "Music Monday: The Musical Influences of Amy Winehouse" (em inglês). Time. Time Inc. Consultado em 20 de março de 2016.
216. ↑  Will Hodgkinson (27/02/2004). "Frank Opinions" (em inglês). The Guardian. Guardian News & Media. Consultado em 1.º de maio de 2016.
217. 1 2 3  Mark Edward Nero (2007). "Review: Amy Winehouse- Back to Black" (em inglês). About.com. Consultado em 10 de março de 2016.
218. 1 2  Alexander Billet (9/08/2007). "Amy Winehouse: Got Soul? Hell Yeah, Sister!" (em inglês). Dissident Voice. Consultado em 12 de março de 2016.
219. ↑  Jake Henneman (6/08/2010). "Ex Post Facto: Amy Winehouse, Back to Black" (em inglês). Crawdaddy!. Consultado em 20 de março de 2016.
220. 1 2  Beccy Lindon (17/10/2003). "Album Review: Amy Winehouse - Frank" (em inglês). The Guardian. Guardian News & Media. Consultado em 12 de março de 2016.
221. ↑  Nate Chinen (26/11/2007). "New CDs: Amy Winehouse - Frank" (em inglês). The New York Times. The New York Times Company. Consultado em 10 de março de 2016.
222. 1 2 3  Jon Pareles (23/11/2011). "For Winehouse, Life Was Messier Than Music" (em inglês). The New York Times. The New York Times Company. Consultado em 11 de abril de 2016.
223. ↑  John Bush (19/12/2006). "Album Review: Amy Winehouse - Back to Black" (em inglês). AllMusic. All Media Network, LLC. Consultado em 12 de março de 2016.
224. ↑  Sasha Frere-Jones (3/03/2008). "Amy's Circus" (em inglês). The New Yorker. Condé Nast Media. Consultado em 20 de março de 2016.
225. ↑  Jude Rogers (11/12/2006). "Year of the Woman" (em inglês). New Statesman. Progressive Media International. Consultado em 20 de março de 2016.
226. 1 2  "Amy Winehouse's Jamaica Plans" (em inglês). The Daily Mirror. Trinity Mirror. 18/01/2008. Consultado em 14 de março de 2016.
227. 1 2  Chloe Diski (8/10/2006). "What I Know About Men..." (em inglês). The Guardian. Guardian News & Media. Consultado em 10 de março de 2016.
228. ↑  Gillian Reagan (14/12/2007). "Amy Winehouse: The Next Tragic Talent?" (em inglês). The New York Observer. New York Observer, LLC. Consultado em 12 de março de 2016.
229. ↑  Pornpimol Kanchanalak (29/07/2011). "Amy Winehouse: When Tears Dried on Their Own Arquivado em 7 de agosto de  2013, no Wayback Machine." (em inglês). The Nation. Consultado em 12 de março de 2016.
230. ↑  Ann Powers (17/03/2007). "What's Past Is Perfect For Her Brassy Alto" (em inglês). Los Angeles Times. Tribune Publishing. Consultado em 8 de março de 2016.
231. ↑  John Bush (2/12/2003). "Album Review: Amy Winehouse - Frank" (em inglês). AllMusic. All Media Network, LLC. Consultado em 12 de março de 2016.
232. ↑  Fernando Neira (23/07/2011). "No olvidamos, Amy" (em castelhano). El País. Consultado em 27 de maio de 2016.
233. ↑  Dan Cairns (5/10/2003). "Times Review: Amy Winehouse - Frank" (em inglês). The Times. News UK. Consultado em 11 de abril de 2016.
234. ↑  Will Hermes (9/03/2007). "Amy Winehouse - Back to Black" (em inglês). Entertainment Weekly. Time Inc. Consultado em 12 de março de 2016.
235. ↑  Elaine Woo (24/07/2011). "Iconoclastic pop Singer Found Dead" (em inglês). Los Angeles Times. Tribune Publishing. Consultado em 12 de março de 2016.
236. ↑  Ian Youngs (23/07/2011). "Amy Winehouse: The Tortured Soul" (em inglês). BBC News. British Broadcasting Corporation. Consultado em 11 de abril de 2016.
237. 1 2 3 4  Guy Trebay (27/07/2011). "A Bad Girl With a Touch of Genius" (em inglês). The New York Times. The New York Times Company. Consultado em 14 de março de 2016.
238. 1 2 3 4  Maxine Builder (25/06/2015). "11 Amy Whinehouse Outfits And Accessories That Defined Her Style And Solidified Her Iconic Position" (em inglês). Bustle. Consultado em 14 de março de 2016.
239. ↑  "The 1000 London's Most Influential People 2008: Fashion" (em inglês). The Evening Standard. ES London Limited. 8/10/2008. Consultado em 8 de fevereiro de 2016.
240. ↑  "Amy Winehouse's Lasting Style Influence" (em inglês). Us Weekly. Wenner Media LLC. 25/07/2011. Consultado em 14 de março de 2016.
241. ↑  "Amy Winehouse to Donate £50,000 to Romanian Orphanage" (em inglês). Marie Claire. IPC Media. 16/10/2007. Consultado em 23 de março de 2016.
242. ↑  Lynn Yaeger (25/07/2011). "Remembering Amy Winehouse" (em inglês). Vogue. Condé Nast Publications. Consultado em 14 de março de 2016.
243. ↑  André Forastieri (8/01/2011). "Amy Winehouse, de mentira e de verdade" (em inglês). R7. Grupo Record. Consultado em 14 de março de 2016.
244. ↑  James Montgomery (23/07/2011). "Amy Winehouse, In Memoriam: ‘Troubled’ Wasn’t The Right Word" (em inglês). MTV. Viacom Media Networks. Consultado em 14 de março de 2016.
245. 1 2  "Posh Digs Amy's Style" (em inglês). The Daily Mirror. Trinity Mirror. 11/12/2007. Consultado em 14 de março de 2016.
246. ↑  Lindsay Goldwert (25/07/2011). "Amy Winehouse Had Signature Style; Beehive Hairdo, 1960s Girl Group Look Influenced Fashion World" (em inglês). New York Daily News. Daily News, L.P. Consultado em 14 de março de 2016.
247. ↑  Liz Jones (27/02/2008). "Amy Winehouse a Style Icon? She's Drug-Addled, Self-Destructive and a Hopeless Role Model" (em inglês). The Daily Mail. DMG Media. Consultado em 14 de março de 2016.
248. ↑  Charlotte Cowles (25/07/2011). "Looking Back at Amy Winehouse’s Inimitable Style" (em inglês). New York Magazine. New York Media, LLC. Consultado em 24 de março de 2016.
249. ↑  Scott Colothan (10/12/2007). "Amy Winehouse Is The New Bridget Bardot" (em inglês). Gigwise. Gigwise LTD. Consultado em 14 de março de 2016.
250. ↑  Lucy O'Brien (28/10/2011). "How Will We Remember Amy Winehouse?" (em inglês). Channel 4. Channel Four Television Corporation. Consultado em 14 de março de 2016.
251. ↑  "Wearing The Beehive: The Amy Winehouse Experience" (em inglês). The Independent. Independent Print Limited. 21/12/2007. Consultado em 23 de março de 2016.
252. ↑  Jo Rhodes (7/07/2015). "Elvis Presley, Amy Winehouse and Bob Marley Have the Most Iconic Hairdos in pop History... While Jedward is Voted the Worst" (em inglês). Daily Mail. DMG Media. Consultado em 19 de fevereiro de 2016.
253. ↑  Adam Bychawski (23/02/2008). "Shockwaves NME Awards 2008: Amy Winehouse Is Worst Dressed" (em inglês). NME. Time Inc. UK. Consultado em 14 de março de 2016.
254. ↑  Adam Bychawski (25/02/2009). "Amy Winehouse 'Wins' Worst Dressed Gong at Shockwaves NME Awards" (em inglês). NME. Time Inc. UK. Consultado em 14 de março de 2016.
255. ↑  "Amy Winehouse: I Dress 'Like I'm an Old Jewish Black Man'" (em inglês). Us Weekly. Wenner Media LLC. 25/10/2010. Consultado em 14 de março de 2016.
256. ↑  Ariana Finlayson (26/01/2012). "Jean Paul Gaultier Pays Tribute to Amy Winehouse at Paris Fashion Week" (em inglês). Us Weekly. Wenner Media LLC. Consultado em 14 de março de 2016.
257. 1 2  Harriet Walker (25/07/2011). "Amy Winehouse: The Leader of the Pack" (em inglês). The Independent. Independent Print Limited. Consultado em 19 de dezembro de 2015.
258. ↑  Felicity Clarke (4/01/2011). "Amy Winehouse Brazil Tour" (em inglês). The Rio Times. Consultado em 30 de abril de 2016.
259. ↑  Lusa (24/08/2011). "Último disco de Winehouse é o mais vendido do século" (em português). Diário de Notícias. Consultado em 20 de dezembro de 2015.
260. ↑  Randall Roberts (24/07/2011). "Amy Winehouse: An Appreciation" (em inglês). Los Angeles Times. Tribune Publishing. Consultado em 20 de dezembro de 2015.
261. 1 2 3 4  Dan Cairns (26/07/2009). "The Rise of a New Wave of Female Singers" (em inglês). The Times. News UK. Consultado em 25 de março de 2016.
262. 1 2  Mike Joseph (19/05/2009). "Album Review: Gabriella Cilmi - Lessons to Be Learned" (em inglês). PopMatters. Consultado em 24 de março de 2016.
263. 1 2  Adrian Thrills (19/04/2013). "Amy Winehouse Was a Diamond, Says Caro Emerald" (em inglês). Daily Mail. DMG Media. Consultado em 24 de março de 2016.
264. ↑  Rob Gifford (8/02/2008). "Winehouse Blazes Trail for U.K. Female Singers" (em inglês). NPR. National Public Radio, Inc. Consultado em 19 de dezembro de 2015.
265. 1 2  Nathan Hale Williams (30/04/2008). "The New British Invasion: Soul Divas 2008" (em inglês). The Daily Voice. TheDailyVoice.com, Inc. Consultado em 19 de dezembro de 2015.
266. 1 2  Abbey Goodman (25/07/2011). "Amy Winehouse Paved The Way for Current Crop of British Soul Sisters" (em inglês). CNN. Turner Broadcasting System. Consultado em 19 de dezembro de 2015.
267. ↑  Liz Corcoran e Brian Orloff (3/05/2009). "Adele Recoils from Botched Meeting with Justin" (em inglês). People. Time Inc. Consultado em 19 de dezembro de 2015.
268. ↑  Natalie Jamieson (18/02/2010). "Jay-Z: 'Music Labels Must Streamline to Survive'" (em inglês). BBC Radio. British Broadcasting Corporation. Consultado em 19 de dezembro de 2015.
269. ↑  Jim Farber (29/03/2011). "British Music Invasion Triggered by Amy Winehouse Now Includes Eliza Doolittle, Adele, Rumer" (em inglês). The New York Daily News. Daily News, L.P. Consultado em 19 de dezembro de 2015.
270. ↑  "Adele: "Amy Winehouse Was An Inspiration To Me"" (em inglês). Capital FM. Global Radio. 9/12/2011. Consultado em 25 de março de 2016.
271. ↑  Howell Davies (27/10/2015). "Adele: Amy Inspired My Career" (em inglês). The Sun. News UK. Consultado em 25 de março de 2016.
272. 1 2 3 4 5  "10 Artists Inspired By The Late, Great Amy Winehouse" (em inglês). NME. Time Inc. UK. 2015. Consultado em 20 de dezembro de 2015.
273. ↑  "Lady Gaga: 'Winehouse Helped Me Make It Big'" (em inglês). The Daily Express. Northern & Shell Media. 18/03/2009. Consultado em 20 de dezembro de 2015.
274. ↑  Ines Martín Rodrigo (24/04/2011). "Nina Zilli: La Amy Winehouse Italiana" (em castelhano). ABC. Diario ABC, S.L. Consultado em 24 de março de 2016.
275. ↑  Madeline Roth (5/11/2015). "Sam Smith Beautifully Covers Amy Winehouse, Makes Everyone Cry" (em inglês). MTV News. Viacom Media Networks. Consultado em 20 de dezembro de 2015.
276. ↑  "Sam Smith Reveals His Biggest Influences: 'I've Always Preferred Female Singers to Men'" (em inglês). Press Party. 21/09/2014. Consultado em 20 de dezembro de 2015.
277. ↑  Rishi Iyengar (14/01/2015). "Mark Ronson Dedicates His Latest Album to Amy Winehouse" (em inglês). Time. Time Inc. Consultado em 20 de dezembro de 2015.
278. ↑  Doug Gray (2012). "Jesuton: Interview" (em inglês). Time Out. Time Out Group LTD. Consultado em 24 de março de 2016.
279. ↑  Billy Johnson Jr. (4/09/2015). "Rita Ora on Amy Winehouse: ‘Frank’ Is the First Album I Bought" (em inglês). Yahoo!. Consultado em 24 de março de 2016.
280. ↑  Lauren Joskowitz (8/08/2012). "Ariana Grande on Debut Album: 'It Used to be Pages from My Diary'" (em inglês). SheKnows Media Entertainment. Consultado em 24 de março de 2016.
281. ↑  Brian Ives (1.º/02/2016). "Alessia Cara on Her Anti-Party Anthem and the Interrupting Voice on 'Here' Arquivado em 28 de abril de  2016, no Wayback Machine." (em inglês). CBS Radio. CBS Corporation. Consultado em 27 de abril de 2016.
282. ↑  Thales de Menezes (25/09/2013). "Aurea é a versão loira e lusa de Amy Winehouse" (em português). Folha de S. Paulo. Empresa Folha da Manhã S.A. Consultado em 3 de maio de 2016.
283. ↑  "Bruno Mars Inspired By Amy Winehouse's Genre-Bending Music: 'It Was Perfect!'" (em inglês). Capital FM. Global Radio. 12/12/2012. Consultado em 3 de maio de 2016.
284. ↑  Clemmie Moodie (29/08/2011). "Jessie J: 'Without Amy Winehouse, I Wouldn't Have Been Signed'" (em inglês). The Daily Mirror. Trinity Mirror. Consultado em 24 de março de 2016.
285. ↑  Holly Byrnes (15/04/2012). "The Voice Australia Hits High Note" (em inglês). The Daily Telegraph Australia. News Corp Australia. Consultado em 24 de março de 2016.
286. ↑  Dan Hyman (2/12/2014). "Mary J. Blige on Her New Album, Club Music, London, and Amy Winehouse" (em inglês). New York Magazine. New York Media, LLC. Consultado em 24 de março de 2016.
287. ↑  Robert Copsey (15/10/2012). "Matt Cardle: 'Amy Winehouse Inspired New Album The Fire'" (em inglês). Digital Spy. Hearst Magazines UK. Consultado em 1.º de maio de 2016.
288. ↑  Jen Weinberg (16/04/2012). "Exclusive: The X Factor UK's Rebecca Ferguson Premieres Her Brand-Spankin' New Song "Backtrack" for New Music Monday" (em inglês). Glamour. Condé Nast Media. Consultado em 24 de março de 2016.
289. ↑  Justin Harp (13/12/2010). "Victoria Justice 'Reveals Musical Influences'" (em inglês). Digital Spy. Hearst Magazines UK. Consultado em 3 de maio de 2016.
290. ↑  Kristina Bustos (14/12/2011). "Amy Winehouse Father Mitch Winehouse Denies Lady Gaga Biopic Reports" (em inglês). Digital Spy. Hearst Magazines UK. Consultado em 27 de maio de 2016.
291. 1 2  Kyle McGovern (25/04/2013). "Amy Winehouse Documentary to Debut at Cannes 2013" (em inglês). Spin. Spin Media. Consultado em 18 de março de 2016.
292. 1 2  Daniel Dylan (20/05/2015). "Amy Winehouse: 10 Things We Learned From Heartbreaking And Revelatory New Documentary 'Amy'" (em inglês). NME. Time Inc. UK. Consultado em 20 de março de 2016.
293. ↑  Alex Ritman (27/05/2015). "Amy Winehouse Doc 'Amy' Getting U.K. Premiere at Edinburgh Film Festival" (em inglês). The Hollywood Reporter. Prometheus Global Media. Consultado em 18 de março de 2016.
294. ↑  "Rotten Tomatoes: Amy (2015)" (em inglês). Rotten Tomatoes. NBC Universal/Warner Bros. Consultado em 20 de março de 2016.
295. 1 2  Jennifer Ruby (6/07/2015). "Amy Winehouse Documentary Breaks UK Box Office Records in Opening Weekend" (em inglês). The Evening Standard. ES London Limited. Consultado em 18 de março de 2016.
296. ↑  Alex Ritman e Georg Szalai (18/08/2015). "U.K. Box Office: 'Amy' Becomes Second-Biggest Doc Ever" (em inglês). The Hollywood Reporter. Prometheus Global Media. Consultado em 18 de março de 2016.
297. ↑  Pamela McClintock (23/07/2015). "Box Office: Amy Winehouse Film Becoming One of the Biggest Docs in Years" (em inglês). The Hollywood Reporter. Prometheus Global Media. Consultado em 18 de março de 2016.
298. ↑  "Amy (2015) - Financial Info" (em inglês). The Numbers. Dezembro de 2015. Consultado em 20 de março de 2016.
299. ↑  Jotabê Medeiros (26/09/2015). "Pai de Amy Winehouse sai mal na fita em novo documentário sobre a cantora" (em inglês). Universo Online. Grupo Folha. Consultado em 19 de março de 2016.
300. ↑  Aurelie Corinthios e Naja Rayne (28/02/2016). "'Amy' Wins the 2016 Best Documentary Feature Oscar" (em inglês). People. Time Inc. Consultado em 20 de março de 2016.
301. ↑  Nick Maslow (15/02/2016). "Amy Winehouse Documentary Wins Grammy Award More Than Four Years After Singer's Death" (em inglês). People. Time Inc. Consultado em 20 de março de 2016.
302. 1 2 3 4  https://g1.globo.com/pop-arte/cinema/noticia/2024/05/16/back-to-black-transforma-a-historia-de-amy-winehouse-em-melodrama-superficial-e-sem-graca-g1-ja-viu.ghtml Em falta ou vazio |título= (ajuda)
303. ↑  "The 60 Greatest Female Singer-Songwriters of all Time" (em inglês). The Daily Telegraph. Telegraph Media Group. 8/12/2015. Consultado em 18 de março de 2016.
304. ↑  "The 20 Most Important Artists Of The Last 20 Years" (em inglês). Mojo. Bauer Consumer Media LTD. 10/01/2014. Consultado em 18 de março de 2016.
305. ↑  "The 1000 London's Most Influential People 2008: Music" (em inglês). The Evening Standard. ES London Limited. 13 de outubro de 2008. Consultado em 23 de março de 2016.
306. ↑  Steve Kandell (27/06/2007). "Amy Winehouse: The Dangerous New Queen of Soul" (em inglês). Spin. Spin Media. Consultado em 15 de março de 2016.
307. ↑  Peter Bradshaw (16/05/2016). "Amy Review: Asif Kapadia’s Amy Winehouse Film Is a Tragic Masterpiece" (em inglês). The Guardian. Guardian News & Media. Consultado em 15 de março de 2016.
308. ↑  Steve Knopper (27/07/2011). "On the Charts: Amy Winehouse's Sad Return" (em inglês). Rolling Stone. Wenner Media LLC. Consultado em 15 de março de 2016.
309. ↑  "Vida polêmica de Amy Winehouse se transforma em musical" (em inglês). A Tribuna. Sistema a Tribuna de Comunicação. 20/07/2015. Consultado em 15 de março de 2016.
310. ↑  "The 100 Best Songs of the 2000s" (em inglês). Complex. Hearst Corporation. 14/12/2011. Consultado em 19 de março de 2016.
311. ↑  "The 100 Greatest Women In Music" (em inglês). VH1. Viacom Media Networks. 13/02/2012. Consultado em 18 de março de 2016.
312. ↑  "Readers Pick the Best of 2007" (em inglês). Entertainment Weekly. Time Inc. 21/12/2007. Consultado em 21 de março de 2016.
313. ↑  Biglari Holdings (30/12/2007). "Winehouse Storms Maxim 2007 Readers Poll" (em inglês). Maxim. Consultado em 16 de março de 2016.
314. ↑  Jason Gregory (23/04/2008). "Amy Winehouse Is The UK's 'Ultimate Heroine'" (em inglês). Gigwise. Gigwise LTD. Consultado em 21 de março de 2016.
315. ↑  Richard Greenwood (14/05/2008). "Amy Winehouse Sculpture To Go On Display" (em inglês). The Daily Telegraph. Telegraph Media Group. Consultado em 21 de março de 2016.
316. ↑  Mari Kasanuki (23/07/2008). "Amy Winehouse's Wax Figure Debuts in London" (em inglês). People. Time Inc. Consultado em 15 de março de 2016.
317. ↑  "Amy Winehouse ganha figura de cera no Madame Tussauds" (em português). Último Segundo. Internet Group. 23/07/2008. Consultado em 15 de março de 2016.
318. ↑  "Winehouse To Look Over Her Beloved Camden" (em inglês). Sky News. Fox International Channels. 21/08/2014. Consultado em 20 de dezembro de 2015.
319. ↑  Rishi Iyengar (15/09/2014). "A Statue of Amy Winehouse Has Been Unveiled in London" (em inglês). Time. Time Inc. Consultado em 20 de dezembro de 2015.
320. ↑  "Amy Winehouse ganha estátua de bronze em Londres" (em português). Zero Hora. Grupo RBS. 15/09/2014. Consultado em 20 de dezembro de 2015.